# 路易斯·咸美頓
路易斯·卡爾·大衛遜·漢米爾頓爵士，MBE HonFREng（英語：Honorary Fellows of the Royal Academy of Engineering，1985年1月7日—），英國賽車手，現時效力於法拉利車隊，是有史以來最成功的一級方程式賽車手之一，也是一級方程式歷史上首位且是目前唯一的黑人車手。
漢米爾頓在2008年效力麥拉倫車隊期間贏得首座一級方程式世界冠軍，2013年賽季轉投梅賽德斯車隊並相繼贏得2014年及2015年兩座世界冠軍，接著在2017年至2020年取得四連霸，共贏下七座世界冠軍。漢米爾頓保有一級方程式最多分站冠軍（105座）、最多生涯積分（
4965.5分）、最多桿位（104次）、最多頒獎台（202次）等紀錄。
漢米爾頓在他一級方程式的新秀賽季便僅以1分之差敗給奇米·雷克南拿下2007年賽季亞軍，此外，他也創下多項紀錄，包括自初登場後最長連續頒獎台完賽（9場）、新秀賽季贏得最多分站冠軍（4座）及新秀賽季獲得最多積分（109分）。2008年，他戲劇性地擊敗費利佩·馬薩贏得生涯首座世界冠軍；成為當時最年輕的一級方程式賽車世界冠軍。在接下來效力於麥拉倫的四年內，漢米爾頓皆無法在車手積分榜取得高於第四名的成績。到了2013年，漢米爾頓與梅賽德斯車隊簽約，成為幼時卡丁車隊友尼科·罗斯伯格的搭檔。他在梅賽德斯車隊的首個賽季再度取得第四名，也是他近五年來第三次以此成績完成賽季。
2018年賽季，漢米爾頓獲得生涯第五座世界冠軍，是繼胡安·曼努埃尔·范吉奥、迈克尔·舒马赫之後，第三位拿下五座世界冠軍的車手；2019年、2020年，漢米爾頓獲得第六、七座世界冠軍。
2021年5月8日於F1西班牙站排位賽取得第100次桿位。2021年9月26日於俄羅斯站取得個人第100場勝利。2024年2月1日，漢米爾頓宣布将于2025赛季加入法拉利F1车队。
2025年3月22日於F1中國站取得個人首場衝刺賽勝利。

## 早年生活
1985年1月7日，漢米爾頓生於英國英格蘭哈特福郡斯蒂夫尼奇李斯特医院。雖然很多媒體報導他的名字是是來自美國短跑運動員卡爾·劉易斯，但是漢米爾頓否認了這項謠言。漢米爾頓的混血背景來自於英國白人母親卡門·拉爾巴雷斯泰（Carmen Larbalestier），以及英國黑人父親安東尼·漢米爾頓（Anthony Hamilton）；安東尼的父母在1950年代從格林纳达移民至英國。路易斯的雙親在他2歲時離婚；最初，他與母親、兩位同母異父的姊姊妮寇拉（Nicola）及薩曼莎（Samantha）同住，直到12歲時，他搬到父親家中，並與繼母琳達（Linda）及患有腦性麻痺的同父異母的弟弟尼古拉斯共同生活。2011年初，尼古拉斯與全面控制車隊簽約，從2011年雷諾Clio盃展開職業生涯。漢米爾頓自幼在羅馬天主教徒家庭中長大。

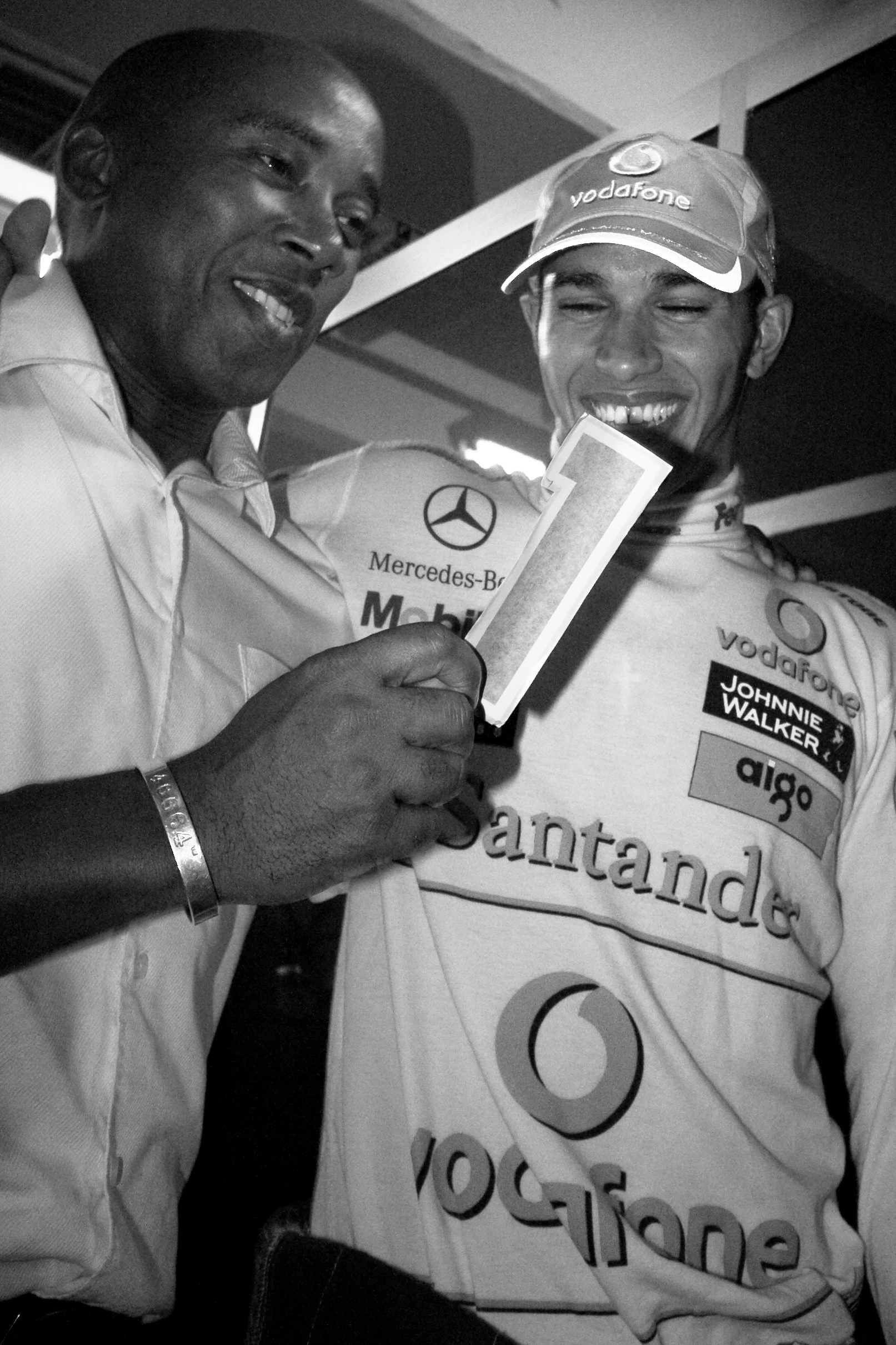
2008年巴西大奖赛後，路易斯的父親安東尼·漢米爾頓為他慶祝奪冠。自此開始至2010年3月期間，安東尼·漢米爾頓曾擔任車手經理。

1991年，漢米爾頓的父親買給他一台遙控車，使他初嘗賽車的滋味。隔年，漢米爾頓參加英國遙控車協會錦標賽並奪得亞軍。他回憶著表示：「當時，我操控著遙控車與成人們較勁」。因此，父親在漢米爾頓6歲時買了一輛卡丁車送他，作為聖誕節禮物。漢米爾頓的父親告訴他，只要他用功讀書，便會支持他的賽車生涯。不過，身為IT經理的父親卻很難擠出時間陪伴漢米爾頓參賽，因此，為了空出足夠的時間以參加漢米爾頓的所有比賽，他選擇辭去工作並轉任承包商，最多曾身兼三份工作。之後，他自己成立了電腦公司，並擔任漢米爾頓的經理人。2010年初，漢米爾頓結束了他與父親在工作上的合作關係，隨後，於2011年3月與西門·富勒的公司XIX娛樂簽署一紙合約。2014年11月，漢米爾頓宣布他不再與富勒的公司續約。
漢米爾頓曾就讀位於哈特福郡斯蒂夫尼奇的一間自願受補助型天主教中學約翰·亨利·紐曼學校。除了對賽車感興趣之外，他也參加足球校隊，英格蘭足球代表隊中場艾許利·楊即為他昔日的隊友。漢米爾頓表示，如果他沒有進入一級方程式賽車的話，身為阿森納足球俱樂部頭號粉絲的他極有可能成為一名足球員，又或是一名板球運動員，這也是他年輕時曾擔任校隊的兩項運動。2001年2月，他進入位於劍橋的預科學校劍橋文理學院（Cambridge Arts and Sciences）就讀。
5歲的漢米爾頓因為在學校遭到霸凌，因而開始學習空手道以保衛自己。年約12歲的漢米爾頓因為見到當時的卡丁車宿敵尼科·罗斯伯格能夠騎乘單輪車，因此，他也開始學習這項技能。

## 早期生涯

### 卡丁車
1993年，8歲的漢米爾頓在黑麥莊園卡丁車賽道開始參加卡丁車賽事，很快地便贏得許多賽事與小童級別錦標賽冠軍。他在10歲向麥拉倫車隊老闆羅恩·丹尼斯要簽名，並告訴他「嗨，我是路易斯·漢米爾頓。我贏得了英國錦標賽，且有一天我要駕駛你們的賽車。」丹尼斯在他的簽名本中寫道「九年後打給我，到時候我們自有辦法。」 漢米爾頓加入馬丁·海恩斯（Martin Hines）的Zip Young Guns卡丁車隊。他在12歲卓越的駕駛技巧讓英國博彩公司立博開出40/1的賠率，賭漢米爾頓將在23歲之前贏得一級方程式賽車分站冠軍；此外，也有150/1的賠率，賭他將會在25歲以前取得世界車手冠軍。他從小童級別開始參賽並在1997年晉升至山葉青年級別，順利贏得該級別的Super 1系列賽冠軍，隔年，便接到羅恩·丹尼斯的來電。丹尼斯履行了他的承諾，將漢米爾頓納入麥拉倫車手發展計畫旗下。這份合約包含了未來加入一級方程式賽車的選擇權，使他成為最年輕獲得一份一級方程式賽車合約的車手。
漢米爾頓持續晉升級別，並在2000年成為歐洲冠軍。在方程式A和方程式超級A期間，他效力於TeamMBM.com車隊並與尼可·羅斯堡搭檔出賽，羅斯堡在未來也進入一級方程式賽車，效力過威廉斯和梅賽德斯；他們在2013年皆加入梅賽德斯再度成為隊友。2000年，大不列顛賽車手俱樂部為了獎勵他在卡丁車的卓越表現，命他成為該俱樂部的「明日之星」（Rising Star）成員。
麥可·舒馬克在2001年僅只一次的重返卡丁車，與漢米爾頓、維塔托尼奧·柳齊及尼可·羅斯堡等未來的一級方程式車手競賽。最終，漢米爾頓取得第七名，落後舒馬克四個名次。儘管兩人在場上並沒有過多的較勁，但是，舒馬克仍對這位來自英國的年輕人讚譽有加。

### 2001–2005年：雷諾方程式及三級方程式
漢米爾頓在2001年英國雷諾方程式冬季系列賽展開他的賽車生涯。儘管他在測試時的第三圈以撞車收場，但他仍在冬季系列賽中以第五名完賽。2002年，他為馬諾車隊出賽英國雷諾方程式錦標賽，以3座分站冠軍及3座桿位的成績，在年度積分榜上名列第三。隔年，他依舊效力於馬諾並贏得10場分站賽事，以419分擊敗持有377分的亞歷克斯·勞埃德。在確認能夠提前封王後，漢米爾頓缺席了賽季的最後兩場分站，前往出戰英國三級方程式錦標賽的收官站。首次參加此系列賽的漢米爾頓表現欠佳：第一場因為爆胎被迫退賽，第二場則與隊友托·格雷夫斯發生碰撞，隨後被送往醫院。不過，他在澳門格蘭披治大賽車及韓國超級大獎賽皆展現出他精湛的駕駛能力，其中，更以首度造訪韓國超級大獎賽及第四次駕駛F3賽車的資歷，在排位賽中取得桿位。當在2002年被問及成為一級方程式賽車最年輕車手之一的可能性時，漢米爾頓回應表示他的目標「並非著重在成為最年輕的車手......而是在一級方程式賽車汲取經驗並竭盡所能」。
2004年，威廉斯計畫宣布他們將簽下漢米爾頓，但是，卻因為車隊的引擎供應商寶馬不願資助漢米爾頓的職業生涯而喪失機會。最終，漢米爾頓與麥拉倫達成續約協議，於2004年駕駛馬諾賽車首度出戰三級方程式歐洲系列賽。他們在本季贏得一場分站，漢米爾頓獲得年度第5名的成績。此外，他在本年贏得巴林F3超級大獎賽，也再度參加澳門格蘭披治大賽車。年底，漢米爾頓初次為麥拉倫出席位於銀石的測試。
2005年賽季，漢米爾頓轉隊至歐洲系列賽衛冕冠軍車隊ASM，在賽季20場分站中取得15座冠軍。他原先能夠以16座分站冠軍的成績結束賽季，但是，因為與多數車手遭遇相同的技術侵權違規，而被取消在斯帕-弗朗科尔尚取得的奪冠成績。另外，他也在贊德沃特贏得萬寶路三級方程式大師賽。賽季結束後，英國雜誌《Autosports》將漢米爾頓列入他們的「2005年50大車手」特刊第24名。

### 2006年賽季：GP2
經過三級方程式的成功後，漢米爾頓於2006年晉升至GP2系列賽並轉至ASM的姊妹隊ART。如同F3的姊妹隊，ART在2005年主宰了整個GP2系列賽並靠著尼科·罗斯伯格贏得冠軍，將在本年度力爭衛冕寶座。漢米爾頓在他的首個GP2賽季便擊敗尼爾遜·小畢奇及提摩·格洛克，贏得2006年冠軍。
他的優異表現包括了在纽博格林的壓倒性勝利，儘管賽中曾因在維修站超速而受罰。到了位於銀石的英國大獎賽墊場賽，漢米爾頓在一連串難以超車的貝克特（Becketts）高速彎道（GP2車速可達150英里每小時（240每小時））超掉兩名對手。他在伊斯坦堡因為發生打滑旋轉，名次跌落至第18名，不過在比賽最後一彎奪回第2名完賽。由於乔吉奥·潘塔诺在蒙扎正賽的最快單圈時間不被採計，須由漢米爾頓繼承潘塔诺的積分，使得他在一個料想不到的情況下贏得世界冠軍。之後，漢米爾頓又在衝刺賽中獲得第2名，讓他以12分的積分差擊敗僅以第6名完賽的對手小畢奇。
他在2006年贏得GP2冠軍後，恰逢胡安·帕布羅·蒙托亞出走參加全國運動汽車競賽協會及奇米·雷克南轉隊至法拉利，麥拉倫正需填補車手席位的空缺。經過幾個月的猜測，漢米爾頓從佩德罗·德·拉·罗萨及格里·帕菲特等人選中勝出，將與衛冕世界冠軍費爾南多·阿隆索搭檔出賽2007年賽季。漢米爾頓在9月30日獲麥拉倫車隊告知，但是，車隊擔心過早宣布可能會被迈克尔·舒马赫的退休新聞給掩蓋過去，因而直到11月24日才讓車手名單公諸於世。

## 一級方程式賽車生涯

### 麥拉倫时代

#### 2007年賽季：締造紀錄的新秀年

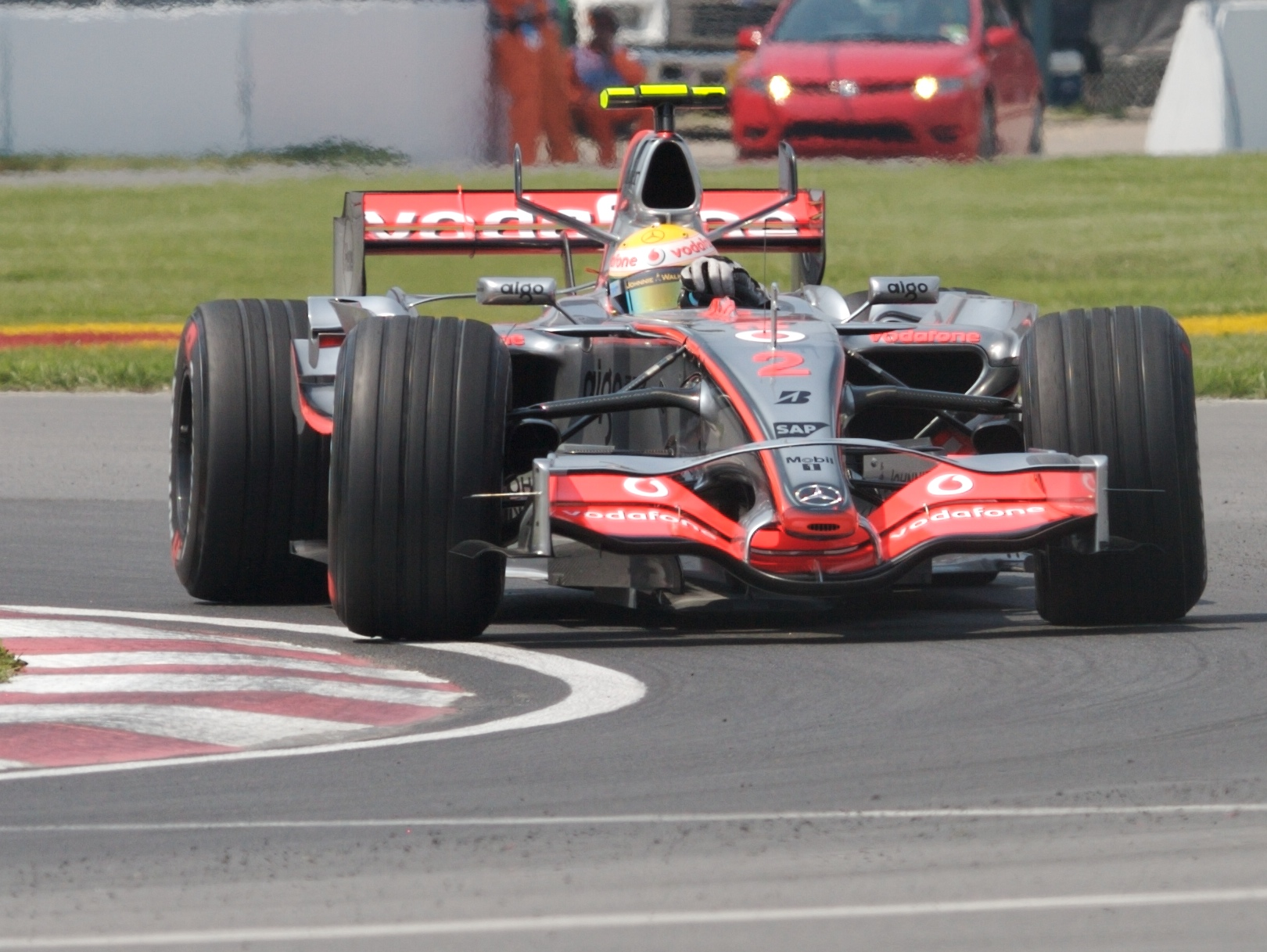
漢米爾頓在2007年加拿大大獎賽贏得他的首座一級方程式賽車分站冠軍。

麥拉倫於賽季開始前宣布，漢米爾頓將與由雷諾轉隊至此的兩屆衛冕世界冠軍费尔南多·阿隆索搭檔。漢米爾頓在他的首場分站賽事——澳大利亞大獎賽以第3名完賽，成為了一級方程式賽車歷史上第13位初登場便站上頒獎台的車手（不包括首屆世界錦標賽）。隨後，漢米爾頓在巴林及巴塞隆納皆敗給菲利佩·马萨，取得兩場分站賽事的亞軍，且在年度車手積分榜上暫居領先。意味著漢米爾頓打破了布鲁斯·麦克拉伦原先保有的最年輕積分領先車手的紀錄。
到了摩納哥分站，漢米爾頓屈居於隊友阿隆索之後，獲得第2名的成績。賽後，他表示車隊要求他不要嘗試超越其隊友，使得國際汽聯對麥拉倫展開調查。漢米爾頓在舉辦於蒙特婁的加拿大大獎賽，取得他在一級方程式賽車生涯的首座桿位及分站冠軍。一週後，漢米爾頓在下一場分站賽事美國大獎賽再度奪冠，成為繼1983年的約翰·沃森後，首位在美國獲得一級方程式賽車分站冠軍的英国車手。同時，他也成為繼傑克·維倫紐夫之後，首位能在新秀賽季便贏得超過一座分站冠軍的車手。
在法国以落後法拉利雙雄奇米·雷克南及菲利佩·马萨的第3名完賽後，漢米爾頓將車手積分榜的領先差距擴大至14分。漢米爾頓在他的首場家鄉賽事銀石站取得第3名，追平了吉姆·克拉克在1963年締造的連續9場頒獎台完賽的英國車手紀錄。
歐洲大獎賽排位賽期間，漢米爾頓因為車輪螺母損壞，在舒馬克彎撞車。很快地，他在意識清醒的狀態下戴上氧氣罩、吊著點滴，被醫護人員用擔架送往賽道的醫療中心。因此，漢米爾頓無法順利完成剩下的排位賽，而他在第三階段所完成的單圈時間也被其他車手超越，最終取得第10名排位。週日上午，漢米爾頓在經過最終的醫療檢查後，確認得以參加正賽。正賽展開不久後降下傾盆大雨，包括漢米爾頓在內等多名車手打滑進入緩衝區碎石堆中，致使賽會部署紅旗暫停比賽。不過，漢米爾頓並未將車輛熄火，得以回歸至賽場後段班，重新展開比賽。最終，他以第9名完賽，這是他生涯首次未能登上頒獎台，同時也是首次未取得積分。此外，頗具爭議的一點是，漢米爾頓成為唯一在一級方程式賽車賽事中，利用起重機將車輛吊回賽道上重新展開比賽的車手。由於其他駛入碎石堆的車手皆未能重返賽場，使得漢米爾頓被視為是受到國際汽聯的專屬禮遇。自此之後，國際汽聯修正條文禁止賽車藉由任何機具輔助重回賽場。

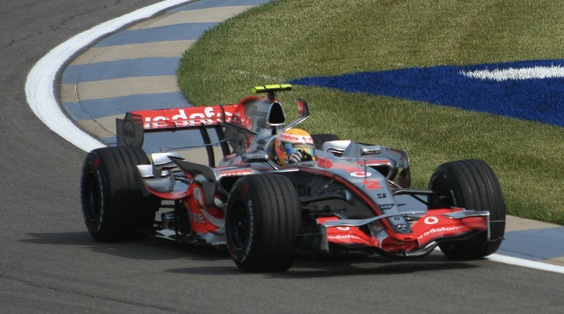
漢米爾頓在2007年美国大奖赛取得桿位

漢米爾頓經過一場頗具爭議的排位賽後，從桿位出發贏得匈牙利大獎賽冠軍。最初，阿隆索擁有全場最快的單圈成績，但是因為他在完成其最後一圈後，阻擋了剛駛出維修站的漢米爾頓，遭到罰退5位至第6個發車位。賽後，漢米爾頓聲稱他已經與阿隆索和好。土耳其大獎賽期間，漢米爾頓因為遭遇爆胎問題，最終僅能以第5名完賽。漢米爾頓在義大利及比利時大獎賽皆敗給了阿隆索，在積分榜上暫時領先對手2分。不過，隨著阿隆索在暴雨的日本大獎賽撞車退賽後，漢米爾頓將領先差距擴大至12分。賽後，漢米爾頓因為涉及安全車期間的一場事故，造成跟隨其後的兩名車手賽巴斯蒂安·維泰爾與马克·韦伯發生碰撞，而遭到賽會的調查。最終，賽會在中國大獎賽週五宣布三人不須接受任何罰退懲處。漢米爾頓在中國取得桿位，但是，麥拉倫的策略失算致使他的輪胎嚴重惡化，在進入維修站的最後一彎因為轉向不足衝入碎石區，最終賽車動彈不得而以退賽收場。因此，漢米爾頓僅帶著4分及7分的差距，分別領先阿隆索與雷克南，來到賽季的最後一站。
漢米爾頓在賽季收官站巴西大獎賽僅能以第7名完賽，在積分榜上以1分之差敗給了取得分站冠軍的雷克南。漢米爾頓在首圈因為衝出賽道，名次下滑至第8位。到了第9圈，漢米爾頓的車輛無法順利換檔，在賽道上滑行了近40秒鐘。最終，漢米爾頓爬升至第7名，但是，法拉利靠著進站策略將兩名車手的位置對調，使得雷克南贏得本年度的世界冠軍。漢米爾頓以22歲又287天的年紀打破布鲁斯·麦克拉伦（23歲又5天）原先保有的紀錄，成為最年輕世界亞軍車手；漢米爾頓的紀錄已在2009年被賽巴斯蒂安·維泰爾打破。
2007年10月21日，國際汽聯於巴西大獎賽後宣布對寶馬索伯及威廉斯兩隊的燃油違規展開調查，若是第5、6名完賽的寶馬車手因此遭到除名，漢米爾頓將晉升至第5名，並以1分之差擊敗雷克南贏得2007年世界車手冠軍。最終，賽會幹事經過評估後認為「給予車隊處罰並不適當」，裁判兩隊並不需要受罰，然而，麥拉倫也對此提起上訴。事後，漢米爾頓向BBC表示，他不想要藉由取消其他車手的資格來贏得世界冠軍。

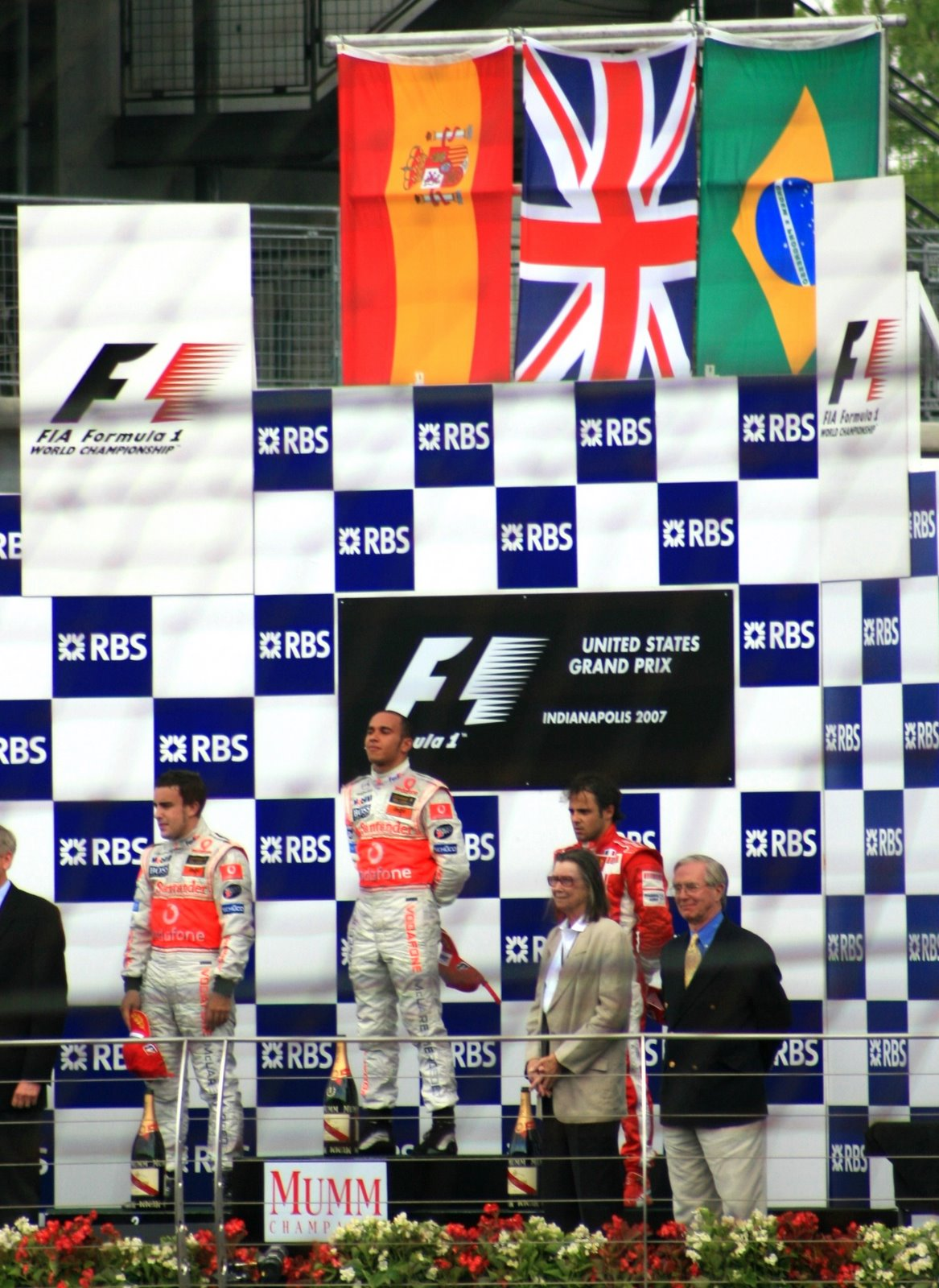
漢米爾頓在贏得2007年美国大奖赛後登上頒獎台。他的兩側分別為隊友费尔南多·阿隆索（左）及菲利佩·马萨（右）。

##### 隊內緊張局勢
漢米爾頓與麥拉倫車隊老闆羅恩·丹尼斯的結識可以追溯到1995年，然而到了2007年，漢米爾頓於摩納哥取得亞軍後，首次對他的車隊表示感到不滿。漢米爾頓於賽後表示他被迫擔任配角，致使國際汽聯對於麥拉倫是否違規使用車隊指令展開調查。麥拉倫否認偏心兩屆世界冠軍费尔南多·阿隆索，國際汽聯隨後也發布調查結果，表示「麥拉倫因為比其他車隊具有優勢，所以能夠策畫最佳的團隊策略。他們所做的行為並沒有干預比賽結果。」
車隊的緊張氣氛在2007年匈牙利大奖赛再度高漲。漢米爾頓於排位賽最後階段受到阿隆索的進站策略拖延，從而無法完成最後一圈排位時間。麥拉倫則指出，漢米爾頓因為擔心失去自己已取得的名次，而違反了賽前商議讓阿隆索在排位賽取得優勢的協議。最終，阿隆索被判罰退5個發車位，漢米爾頓因此晉升至首位（原為第二）發車，而麥拉倫則被取消本場的車隊積分。漢米爾頓認為罰則對阿隆索來說「無足輕重」，不過，仍然對車隊失去積分感到遺憾。據報導，漢米爾頓在事件當下，透過車隊無線電咒罵丹尼斯。英國賽車雜誌《Autosport》稱漢米爾頓的舉動「使丹尼斯憤怒地將耳機丟向指揮中心（多數人將此誤解為對阿隆索取得桿位所做出的反應）」。然而，麥拉倫隨後代表漢米爾頓發表聲明，表示他並沒有口出惡言。由於這幾起事件，漢米爾頓與阿隆索的關係降到冰點，兩人有一段時間不曾互動。據報導，漢米爾頓事後被卢卡·迪·蒙特泽莫罗看中，考慮將他納為2008年法拉利車手。
經過賽會對2007年日本大奖赛的撞車事故做出判決後，阿隆索表示：「我已不奢望世界冠軍了，這座冠軍根本不是在賽場上決定的。此外，車手簡報更是毫無意義，你只是在那聽著查理·懷汀和其他幹事簡報。21位車手跟幹事們的意見毫無交集，你就像是在對牛彈琴一樣。」
漢米爾頓與隊友阿隆索之間的戰火，導致關於其中一人可能在2007年賽季結束後離開麥拉倫的猜測浮上檯面。最終，阿隆索與麥拉倫在2007年11月2日達成終止合約的協議。

#### 2008年賽季：最年輕的世界冠軍
2007年12月14日，麥拉倫車隊宣布將由2007年雷諾車手海基·科瓦莱宁，與漢米爾頓搭檔出賽2008年賽季。2008年1月，漢米爾頓簽下一紙五年合約，續留麥拉倫至2012年。

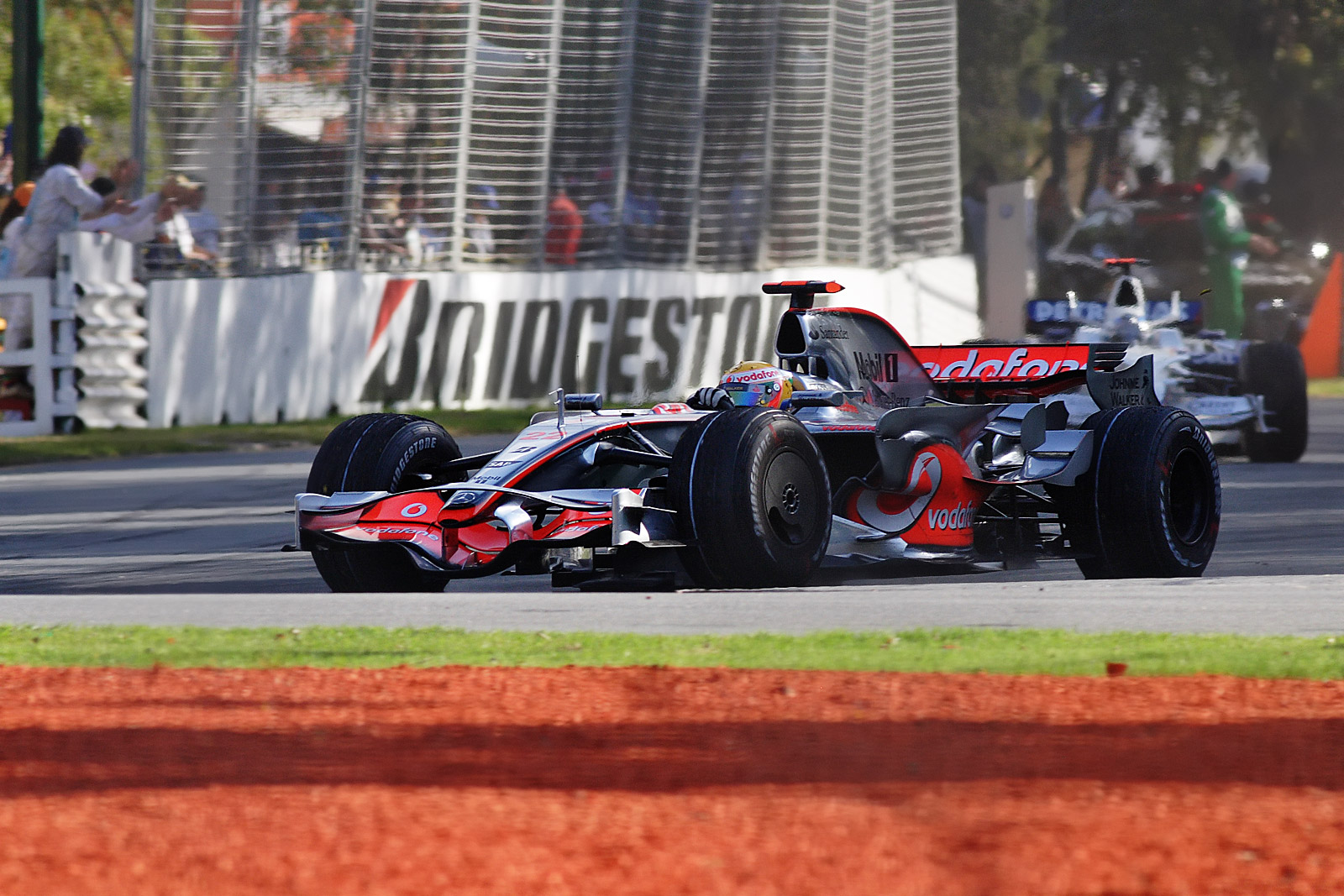
漢米爾頓在澳洲墨爾本贏得首場分站。

漢米爾頓從桿位發車，贏得2008年賽季首場賽事澳大利亚大獎賽。到了马来西亚，他因為妨礙到尼克·海费尔德做排位成績，受到罰退5個發車位，從第9位發車取得第5名。 他在西班牙取得第3名，再度重登頒獎台。之後，漢米爾頓在土耳其拿下第2，並贏得摩納哥大獎賽，在積分榜上暫時保有領先。加拿大大獎賽期間，漢米爾頓未注意到在維修道出口停等紅燈的雷克南，因而直接撞上對方。兩人雙雙退賽，此外，漢米爾頓需在下一分站法國大獎賽罰退10位。儘管在排位賽中發生失誤且僅能排上第4位，漢米爾頓依然能在雨天的英國大獎賽拿下分站冠軍。而他本場的表現更被視為是他當時最頂尖的其中一場賽事。漢米爾頓於賽後記者會表示，這是他最艱難且最具代表性的一場勝利。到了位於霍肯海姆的下一場分站，漢米爾頓雖然面臨車隊的戰術差錯，依然能夠贏得本場大獎賽。

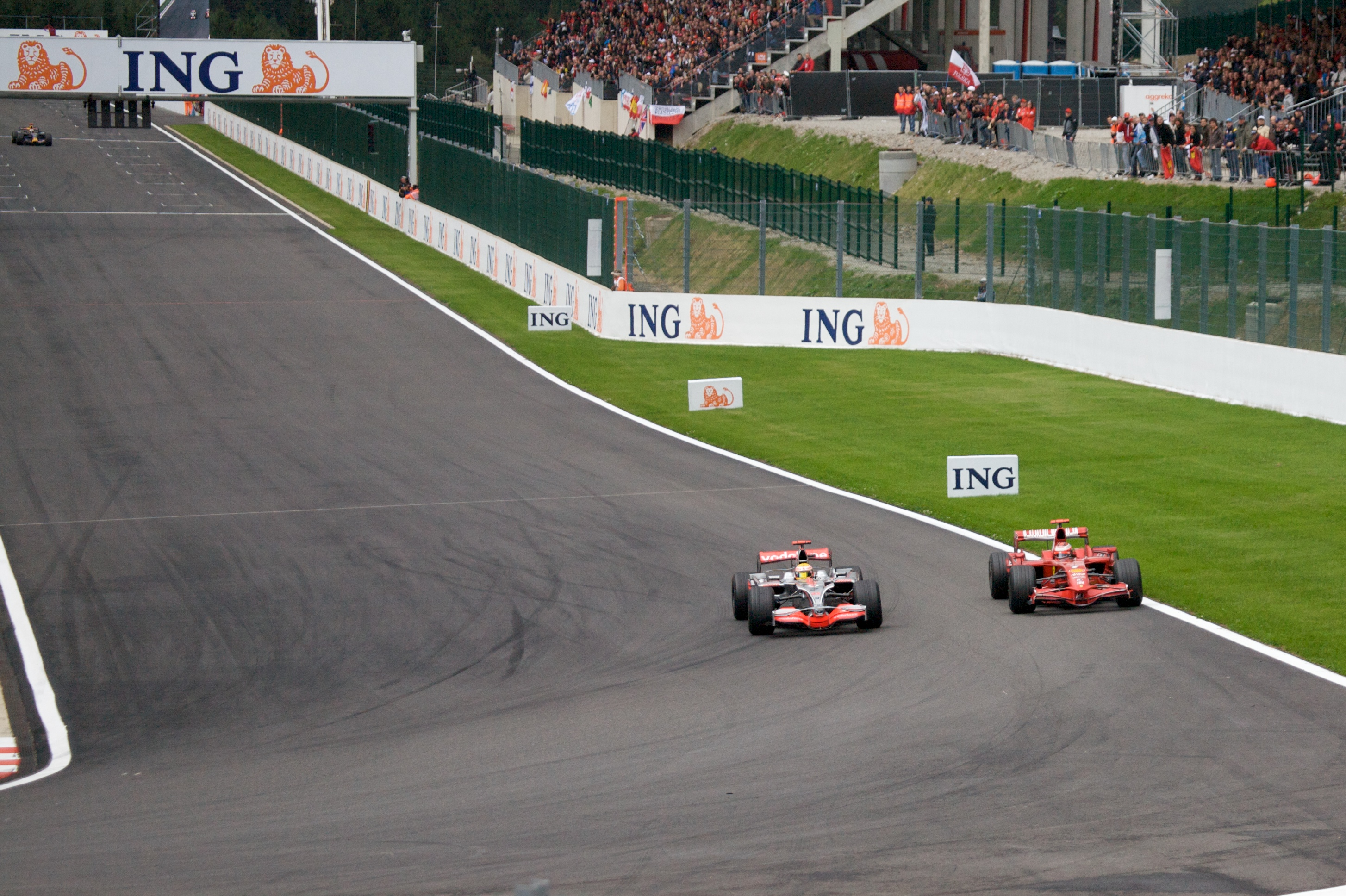
2008年比利时大奖赛期間，漢米爾頓在前一彎駛出賽道並超越奇米·雷克南，賽會以其非法得利為由判罰，使得他從第1名跌落至第3名。

漢米爾頓在比利时大獎賽贏得分站冠軍，然而，他在賽中為了閃躲奇米·雷克南而行駛至賽道外的柏油路緩衝區，進而因為在彎角中非法得利被判罰。麥拉倫稱遙測數據顯示漢米爾頓曾試圖減速將位置還予雷克南，但是，漢米爾頓仍然被判罰25秒加時，使得他的成績下滑至第3名。因此，他最主要的世界冠軍競爭者馬薩繼承了此站分站冠軍，漢米爾頓在積分榜上僅保有2分的領先。賽後，麥拉倫向國際汽聯世界汽車運動理事會提起上訴，卻獲案件不予受理之因素駁回。
漢米爾頓在義大利大獎賽以第7名完賽，致使他的積分領先僅剩下1分。下一站新加坡大獎賽，漢米爾頓重回頒獎台第3名，馬薩則一分未取，使得漢米爾頓進一步將積分差擴大至7分。到了富士，漢米爾頓因為在首圈發生失誤，進而迫使他人駛出賽道，被判罰一次限速駛過維修道。下一圈，尚未執行罰則的漢米爾頓嘗試超越馬薩，隨後，漢米爾頓遭到對方撞上，而馬薩也因為此次的舉動遭到判罰一次限速駛過維修道。最終，漢米爾頓僅能以第12名完賽，馬薩則在紅牛二隊的塞巴斯蒂安·布尔代受罰後，以第7名的成績取得1分。本賽季剩下最後兩場分站，漢米爾頓在積分榜上領先馬薩5分。至中國大獎賽，漢米爾頓從馬薩與雷克南手中贏得分站冠軍，帶著7分的領先進入賽季收官站。漢米爾頓在賽後提到：「這就像在做夢一樣，我們的整個比賽週末始終受到神的眷顧，且車隊在車輛整備工作上也十分出色。」

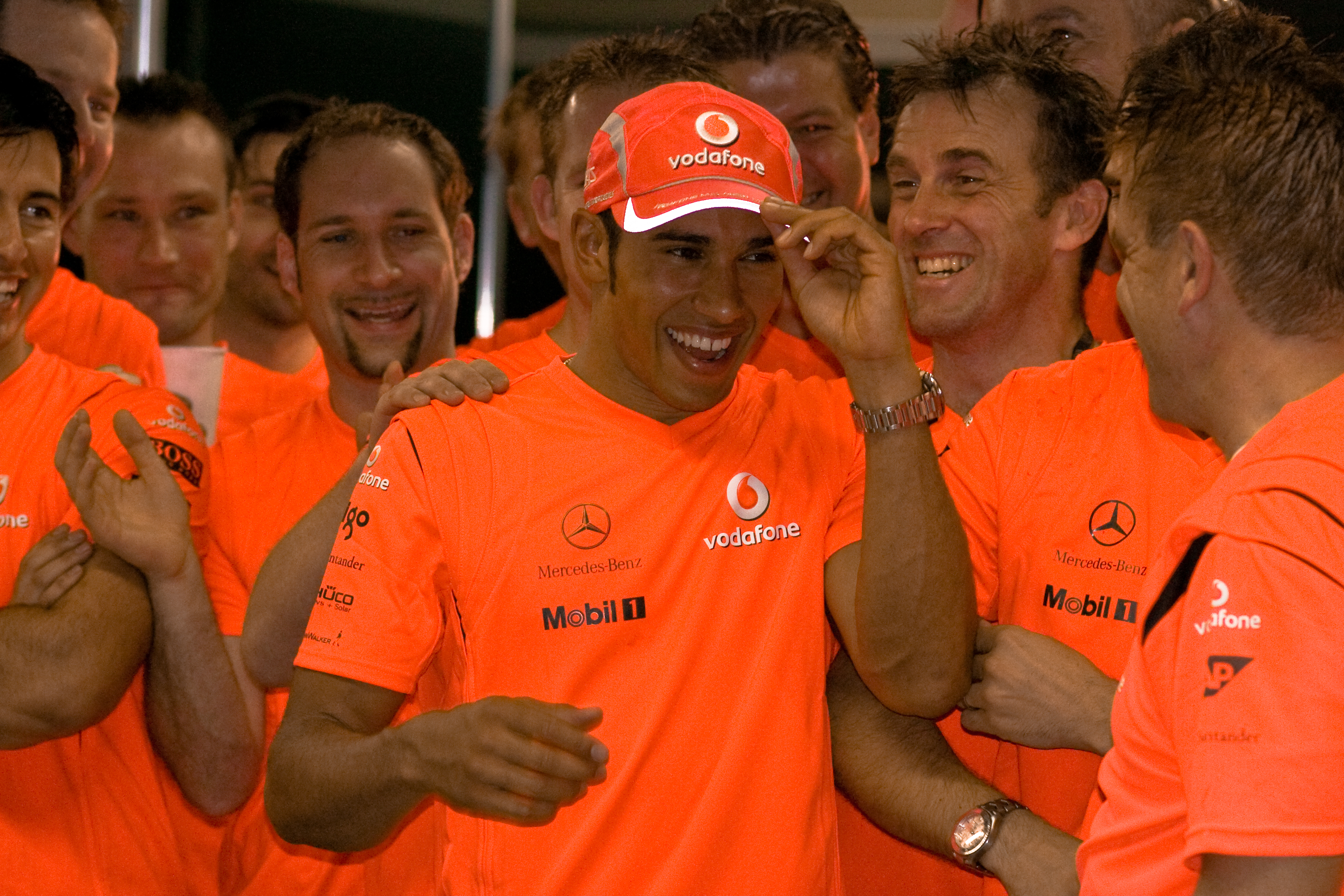
漢米爾頓與車隊慶祝他的首座一級方程式賽車世界冠軍。

到了巴西大獎賽，若是馬薩贏得分站冠軍，漢米爾頓只要以第5名完賽便能保住世界冠軍。經過一場激戰後，漢米爾頓成為最年輕的一級方程式賽車世界冠軍。比賽開始前，賽道上空開始降下陣雨，第4位起跑的漢米爾頓在幾圈後選擇進站換上乾胎，暫時下滑至第6名。隨後，漢米爾頓順利超越費希切拉，並靠著第三度進站的維泰爾，順勢挺進第4名。漢米爾頓持續壓制著後方的維泰爾，兩人在另一波雨勢來臨後紛紛進站，換胎後的漢米爾頓暫居第5位。比賽剩下兩圈，維泰爾超越了漢米爾頓，兩人直到最後一圈仍落後提摩·格洛克18秒。不過，使用著乾胎的格洛克在上坡路段放慢車速，使得維泰爾與漢米爾頓紛紛超車。最終，漢米爾頓取得第5名，在積分榜上以1分之差擊敗馬薩。這也意味著漢米爾頓拿下2008年世界一级方程式锦标赛冠軍，成為最年輕的世界冠軍得主，且是首位獲得世界冠軍的黑人車手。同時，他也是繼1996年戴蒙·希爾奪冠後，首位封王的英國車手。

##### 種族歧視
2008年2月4日，漢米爾頓在加泰罗尼亚赛道季前測試遭遇言語霸凌及歧視，幾名西班牙觀眾將臉塗黑並戴上黑人頭髮，在衣服上寫著「漢米爾頓的家庭」。漢米爾頓因為他與西班牙籍前隊友费尔南多·阿隆索間的競爭，使得他不受到西班牙觀眾的歡迎。國際汽聯亦針對此行為向西班牙當局發出警告，並於2008年2月13日宣布將發起一場「反種族主義」運動。
2008年巴西大奖赛前不久，紐約廣告公司TBWA西班牙分公司所持有的一個網站「pinchalaruedadeHamilton」（意即「讓漢米爾頓爆胎」）開始出現在英國媒體界。該網站內容為一張因特拉戈斯賽道圖片，使用者能夠在漢米爾頓行駛的路徑上放置釘子及豪豬。自2007年起，該網站已擁有超過千則留言，其中，有些甚至為種族侮辱之內容。他的對手阿隆索則發言譴責這些種族主義者的行為。

#### 2009年賽季：掙扎的一年
2009年賽季開幕站澳大利亞大獎賽，漢米爾頓因為在排位賽更換變速箱，受罰退後須從第18位發車。漢米爾頓受益於比賽後段紅牛車手賽巴斯蒂安·維泰爾與寶馬索伯車手罗伯特·库比查發生的碰撞事故，以第4名完賽。隨後，雅诺·特鲁利因為在安全車階段超越他而受罰，使得漢米爾頓的名次上升至第3。賽後聽證會上，漢米爾頓與麥拉倫職員告訴賽會幹事，他們並沒有故意讓特鲁利超車，不過，在麥拉倫車隊無線電通訊紀錄公開後，證實車隊所說並非事實。漢米爾頓因為在聽證會上提供「誤導性證據」，被賽會判定取消資格。他事後私下向國際汽聯賽事總監查理·懷汀致歉。漢米爾頓也形容這是他生命中最難熬的一週，甚至曾想過退出一级方程式赛车。

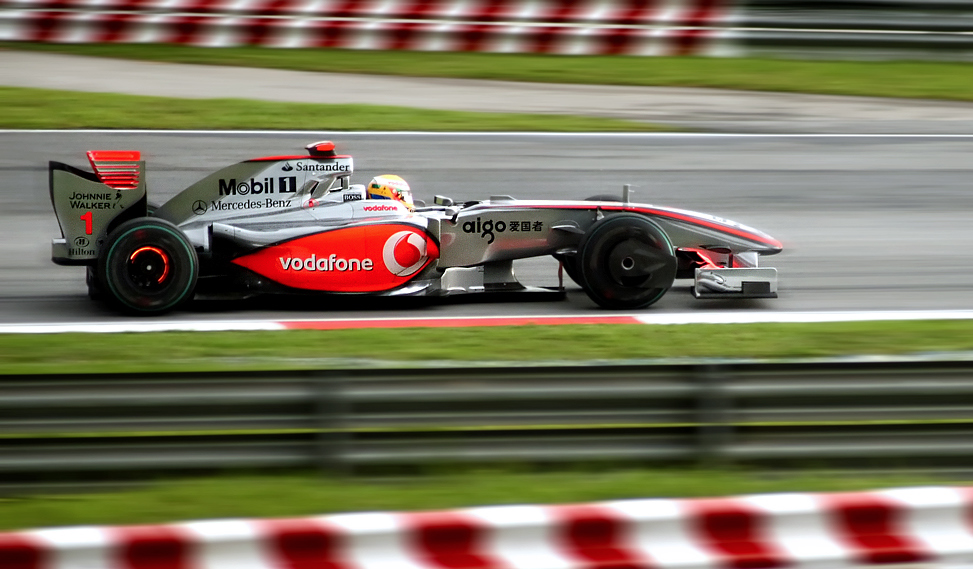
漢米爾頓駕駛麥拉倫出賽2009年馬來西亞大獎賽

漢米爾頓在接下來的馬來西亞、中國及巴林分站皆僅能取得小額的積分。他在賽季第10站匈牙利大獎賽將局勢扭轉，以11.529秒之差擊敗雷克南贏得分站冠軍，取得職業生涯第10勝，同時也是裝載動能回收系統車輛的首場勝利。麥拉倫車隊藉此趁勝追擊，漢米爾頓於瓦倫西亞獲得亞軍，並在新加坡大獎賽贏得本季第二座分站冠軍，之後的日本與巴西站順利站上頒獎台第三位。到了首屆阿布達比大獎賽，漢米爾頓持續領跑全場，但是，他的後煞車卻在第20圈故障，遭遇一級方程式賽車生涯首次技術退賽。

#### 2010年賽季：再度挑戰世界冠軍

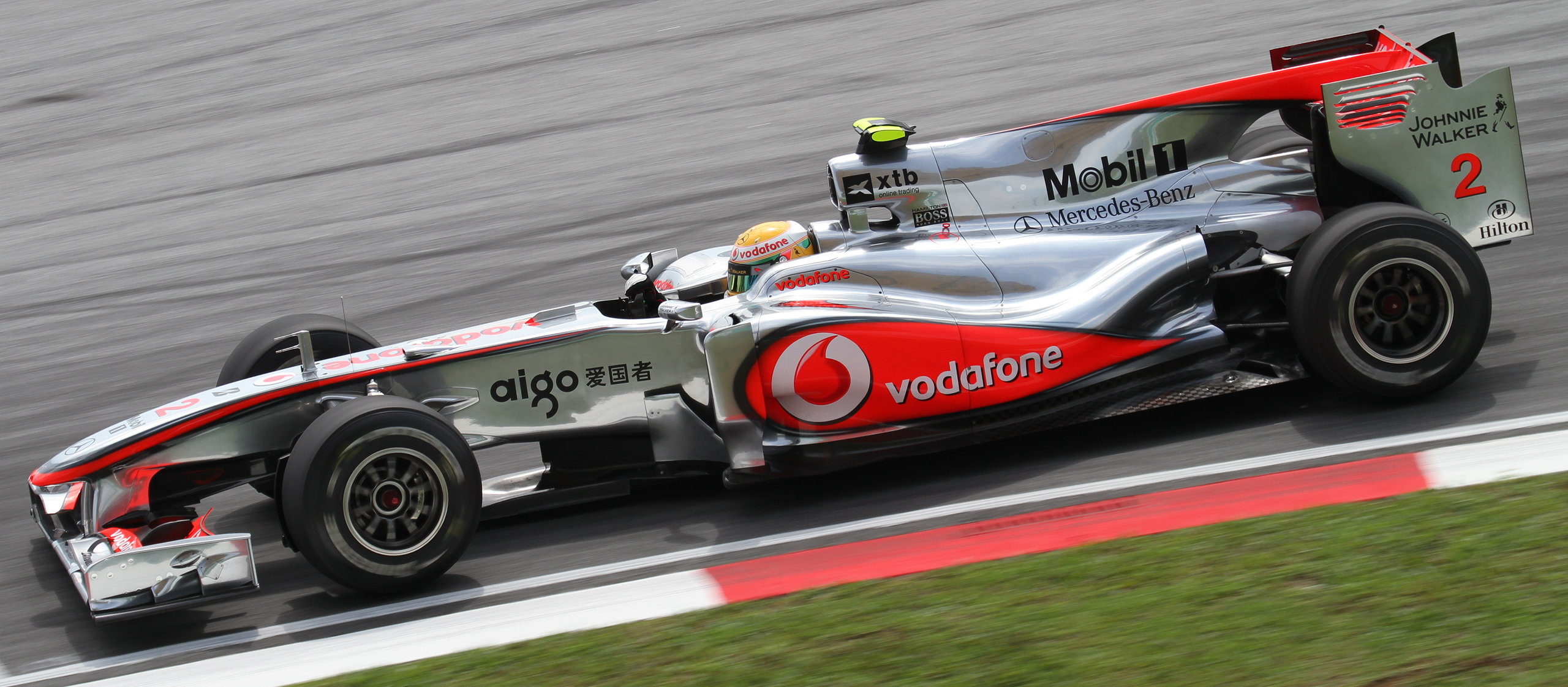
漢米爾頓於2010年馬來西亞大獎賽駕駛著麥拉倫從第20位起跑，最終以第6名收場。

隨著海基·科瓦莱宁轉隊至蓮花车队，漢米爾頓新賽季的搭檔換成了简森·巴顿。
漢米爾頓在賽季開幕站巴林以第三名完賽。緊接著澳洲分站，漢米爾頓因為在比賽尾聲與马克·韦伯碰撞，僅能以第6名收場。他的車隊錯估了馬來西亞排位賽的天氣，使得他以不合適的輪胎駕駛雨天賽道。他在排位賽中取得第20個發車位，不過，仍靠著他的駕駛技巧於正賽取得第6名。漢米爾頓在比賽中連續四次迂迴前進，試圖阻止维塔利·佩特罗夫利用真空帶超車，然而，不僅沒有成功拉開車距，更收到了賽會的一次警告。賽後，賽會幹事解釋規則只允許車手在超車時採取一次行動。

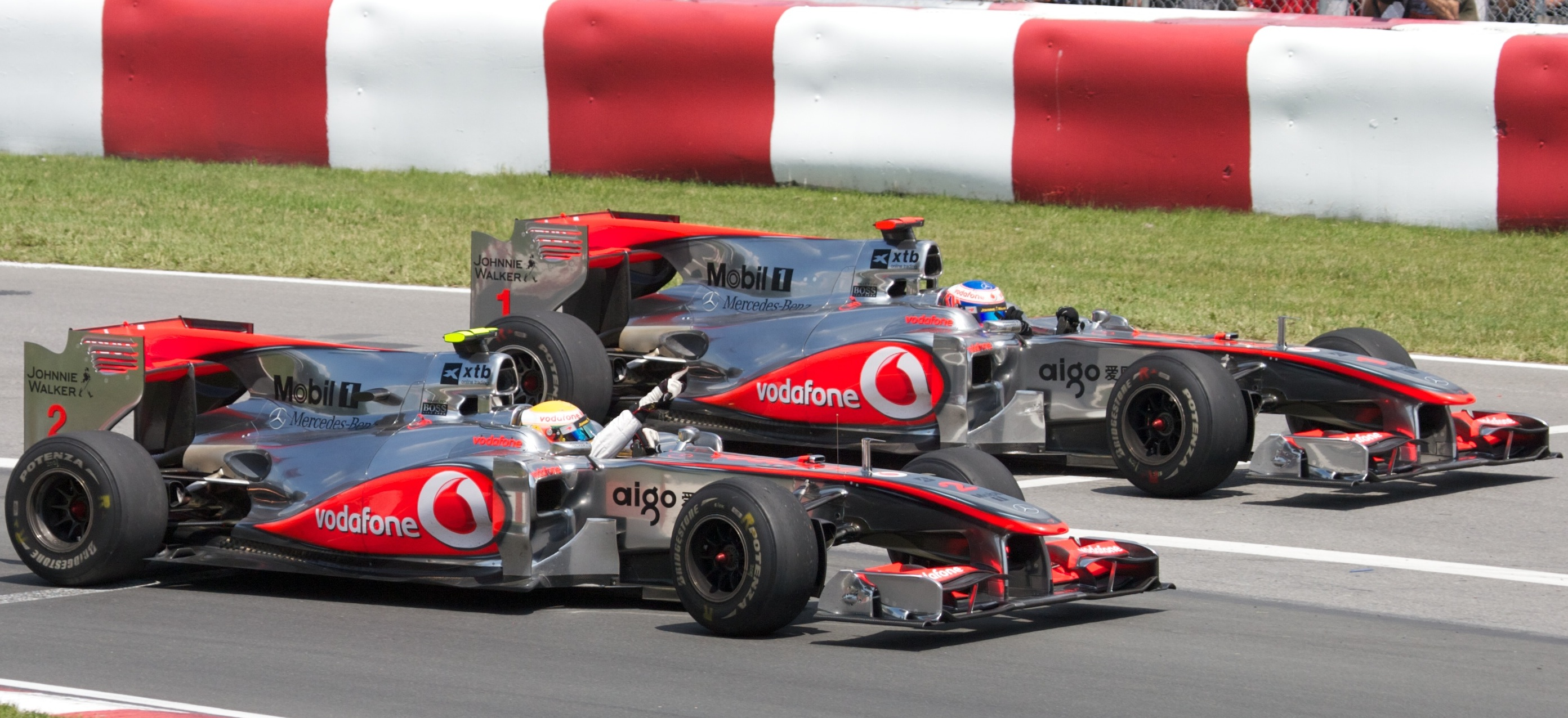
漢米爾頓在隊友简森·巴顿前方贏得加拿大分站冠軍。

漢米爾頓在中國落後简森·巴顿以第2名完賽，為麥拉倫達成繼2007年意大利大奖赛後的首次一、二名完賽。漢米爾頓與維泰爾因為在維修道相互爭道，兩人賽後皆受到懲戒。他在巴塞隆納從第3位發車，卻在最後幾圈遭遇鋁圈故障問題，致使他的車輛失控撞上護欄，僅能以退賽收場。漢米爾頓在摩納哥大獎賽從第5位起跑後，以第5名完賽。到了土耳其大獎賽，漢米爾頓贏得2010年賽季首勝，他與隊友巴頓再度以一、二名完賽。漢米爾頓於加拿大大獎賽排位賽中取得桿位，延續他在吉爾維倫紐夫賽道100%取得桿位的紀錄。在衝線取得桿位後，漢米爾頓的車輛因為燃油不足，車隊下令要求他將車輛停留在賽道上。國際汽聯以其燃料不足採樣標準，且未完成最後繞場將車輛駛回維修站為由懲戒漢米爾頓，同時，車隊也遭罰款一萬美元。儘管如此，漢米爾頓仍舊贏得分站冠軍並登上車手積分榜首位，麥拉倫車隊也達成本季第三次一、二名完賽。到了瓦倫西亞，阿隆索透過他的無線電抱怨漢米爾頓非法超越安全車，進而從中得利，致使賽會對漢米爾頓開罰一次限速通過維修道。然而，阿隆索與法拉利車隊對於賽會過晚做出判決感到不滿，使得漢米爾頓執行完罰則後仍然保持在第2名完賽。漢米爾頓認為阿隆索「酸葡萄心態」，不過，兩人在下一站前達成和解。
漢米爾頓在家鄉銀石以第2名完賽，隨後在德國大獎賽取得第4名。儘管在斯帕-弗朗科爾尚駛進緩衝區碎石堆中，漢米爾頓依然贏得本季第三座分站冠軍，並重回積分榜領先地位。然而，他在義大利及新加坡接連撞車退賽，積分排名因此跌至第3名。漢米爾頓在日本大獎賽名列第5。隨後，他在韓國與巴西分別取得第2與第4名。到了賽季收官站阿布達比，漢米爾頓以第2名完賽，分站冠軍維泰爾則在本站打破漢米爾頓保有的最年輕一級方程式賽車世界冠軍紀錄。

#### 2011–2012年賽季：效力麥拉倫的最後兩年

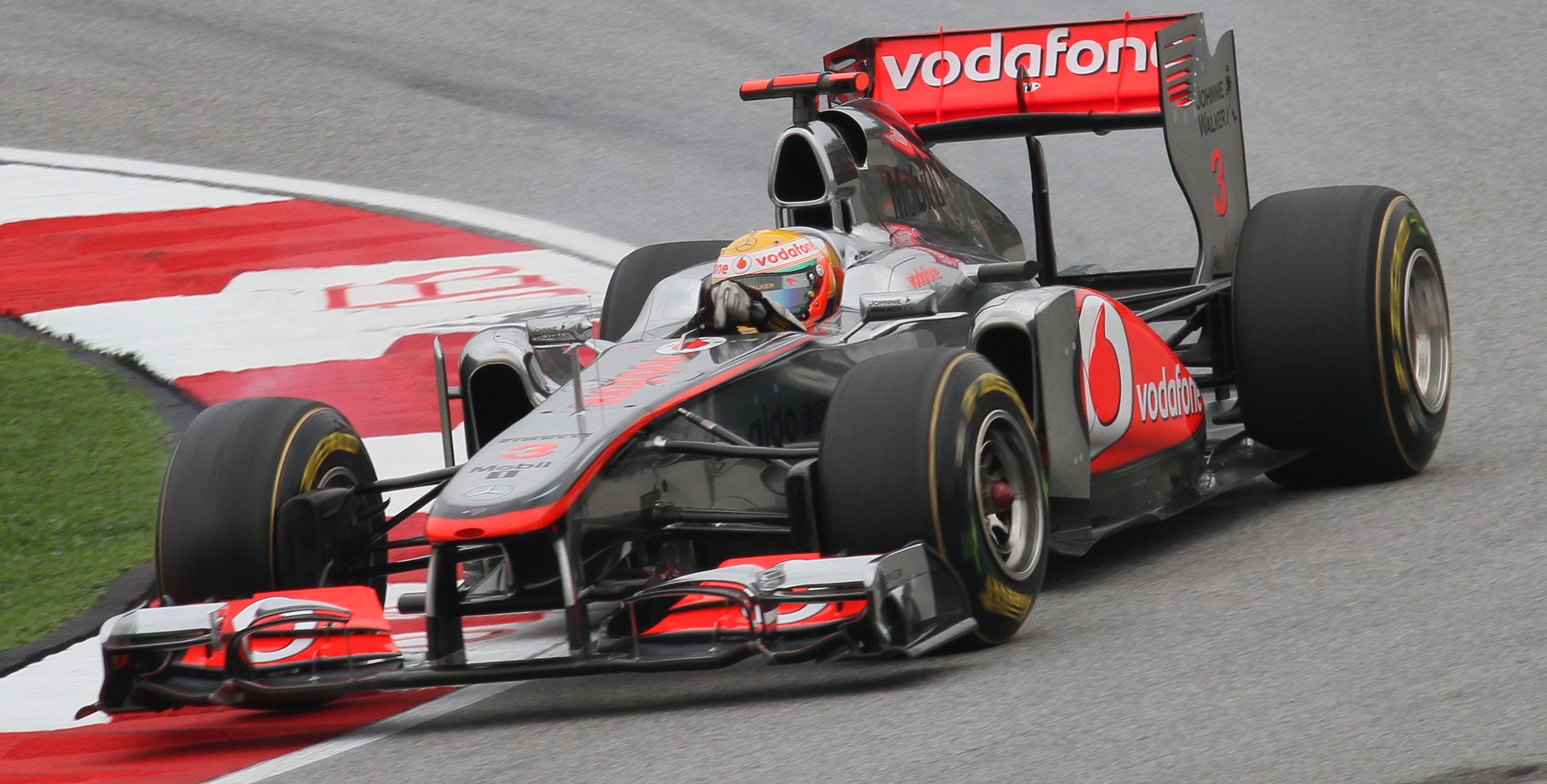
漢米爾頓出賽排位賽，賽車底盤為麥拉倫 MP4-26

2011年賽季開始前，漢米爾頓譏諷紅牛「只是一家飲料公司」。漢米爾頓在賽季開幕站澳大利亞大獎賽從第2位起跑，儘管在正賽中因為他的賽車失控衝進緩衝區內，造成車輛底板受損，但是他仍舊以第2名完賽。到了馬來西亞大獎賽，他再度從第2位起步，不過，卻因輪胎快速惡化所困，以及比賽後段遭法拉利的費爾南多·阿隆索追撞，致使漢米爾頓僅能以第7名完賽。賽後，漢米爾頓因為迂迴行駛不正當的防守路徑，遭到判罰20秒加時，名次因而下滑至第8位。中國大獎賽期間，漢米爾頓從第3位發車取得分站冠軍，中斷維泰爾的跨季四連勝，同時，也成為中國大獎賽自2004年開辦以來，首位在此拿下兩座分站冠軍的車手。接下來，漢米爾頓分別在土耳其及西班牙取得第4及第2名的成績。

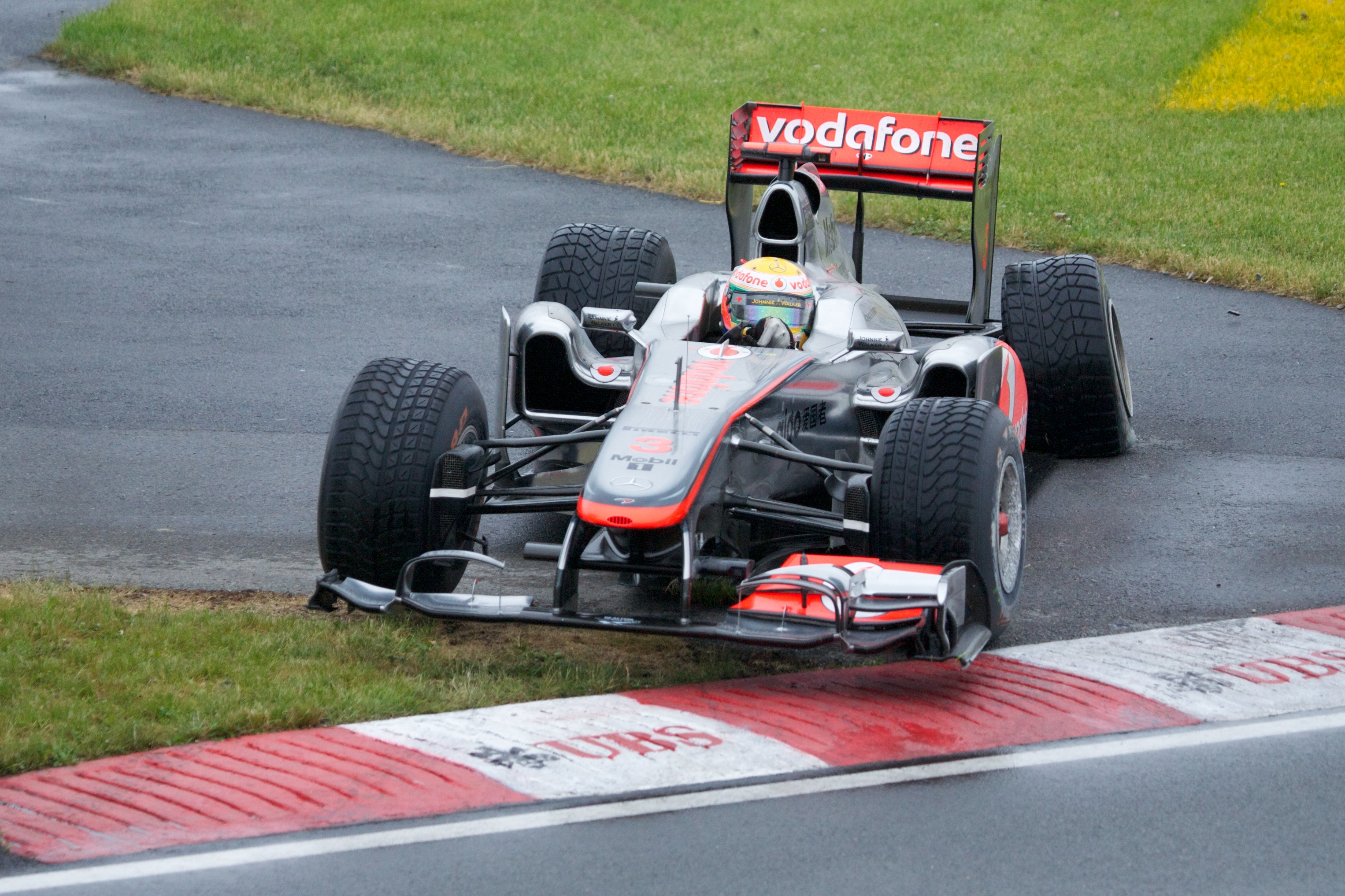
漢米爾頓在加拿大大獎賽與隊友巴頓相撞後退賽。

摩纳哥大獎賽排位賽期間，漢米爾頓受限於沙治奧·佩雷斯嚴重的撞車事故，紅旗部署後無法刷新個人單圈時間，僅能在第三階段排位賽止步於第10位。正賽時，漢米爾頓因為在酒店髮夾彎撞上馬薩，被判罰限速通過維修道一次。隨後，漢米爾頓遭到阿古爾蘇阿里追撞，他的後尾翼因此受損；佩特羅夫在此時撞車並出動紅旗，使得漢米爾頓能夠藉此進站維修車輛。比賽重新展開，漢米爾頓於聖德沃特彎（Sainte Devote）與馬爾多納多相撞，賽後遭判罰加時20秒，最終成績並未變動。在BBC的訪問中，漢米爾頓表示他在近六場比賽內已會見賽會幹事五次，並認為自己在這幾起事件中應當是受害者。當被問到為什麼多次會見幹事時，漢米爾頓回應「就像Ali G所說的，或許是因為我是黑人。」事後，他又再度被賽會幹事約談，經解釋其所言僅是自嘲後，這起風波也暫時告一段落。

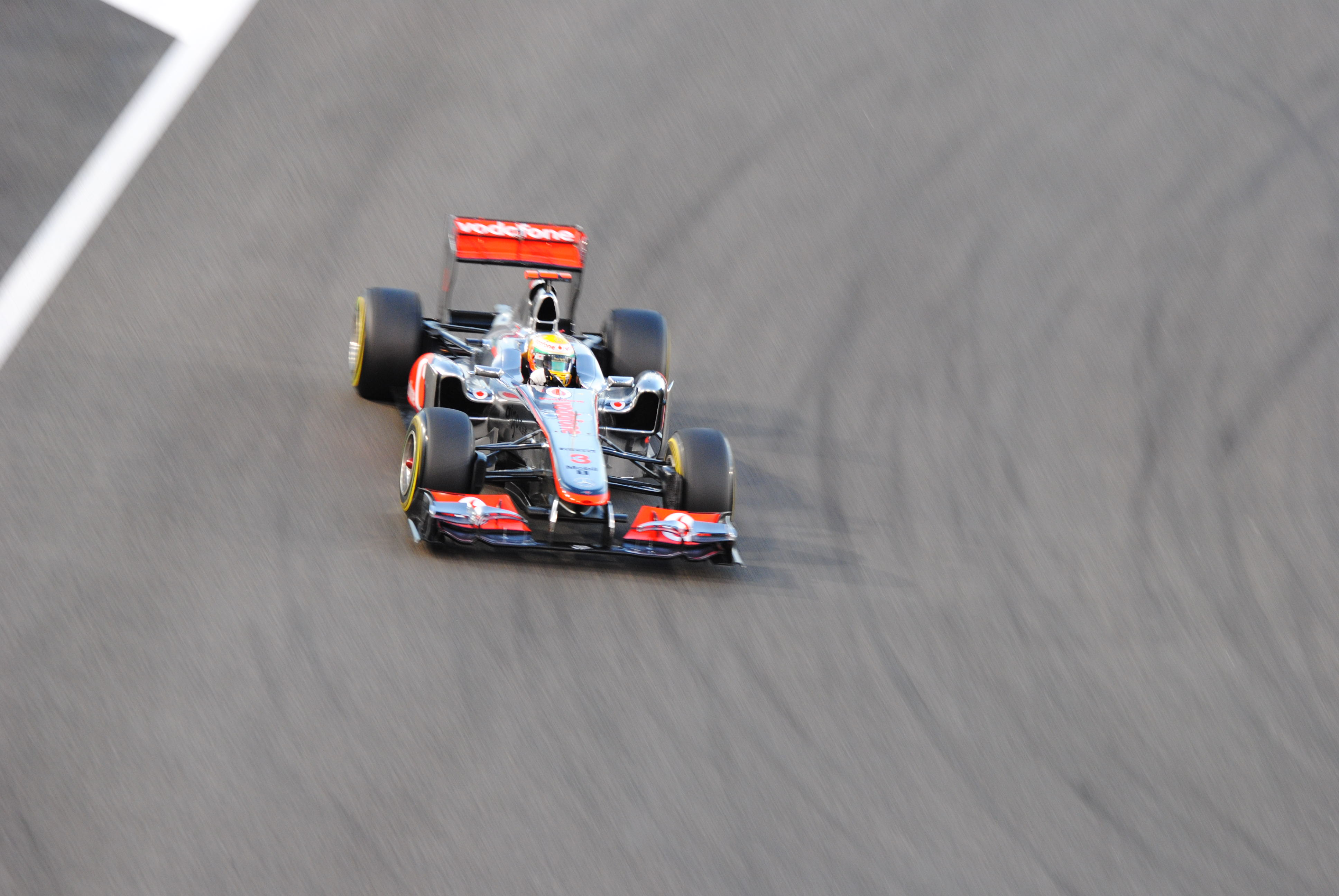
漢米爾頓在取得本季第三座分站冠軍。

到了加拿大大獎賽，漢米爾頓於一號彎與韋伯擦撞，重回賽道時位居其隊友之後。幾圈後，漢米爾頓嘗試超越隊友巴頓未果，反而造成他的車輛傳動軸受損，最終僅能以退賽收場。賽後，雙方皆認為這只是一起無可厚非的比賽事故。漢米爾頓在瓦倫西亞與銀石分別遭遇輪胎快速惡化及燃油不足的狀況，但是他在這兩站皆壓制著馬薩取得第4名。漢米爾頓在德國取得本季第二座分站冠軍。漢米爾頓在匈牙利執行了五次進站，又因為迫使保罗·迪·雷斯塔駛離賽道被判罰限速通過維修道，最終以第4名完賽。他在蒙扎經過一場與麥可·舒馬克激烈的較勁後取得第4名，賽後，漢米爾頓表示不怪罪舒馬克激進的比賽策略。
到了新加坡大獎賽，漢米爾頓與馬薩發生事故，致使漢米爾頓進站更換前鼻翼，並獲判限速行駛維修道一次。賽後訪談期間，漢米爾頓遭馬薩批評「開車不用大腦」。當兩人同時受訪時，馬薩抓住漢米爾頓的肩膀表示「兄弟，幹的好。」漢米爾頓則要巴西人離他遠一點。日本大獎賽前，漢米爾頓堅稱他在本季並未犯下任何錯誤。他在正賽中遭遇輪胎爆胎，隨後又再度與馬薩碰撞；雖然法拉利要求賽會對漢米爾頓開罰，不過，最終漢米爾頓並未受罰並以第5名完賽。漢米爾頓事後希望馬薩從中成長，並認為他自己的一級方程式賽車生涯已如臨深淵。
漢米爾頓在韓國取得桿位，終結了紅牛的連續16座桿位紀錄。正賽起跑後，他的領先地位僅保持到第4號彎，隨後便被維泰爾超越，最終漢米爾頓敗給對方，站上頒獎台第2位。到了首屆印度大獎賽，漢米爾頓於排位賽中取得第二快的成績，但因為在週五自由練習賽時忽視黃旗，被判罰退三位。漢米爾頓從第5位起跑後，比賽過程中又再次與馬薩發生碰撞，致使漢米爾頓進站更換鼻翼，馬薩則遭判罰。最終，漢米爾頓在本站以第7名完賽。漢米爾頓於阿布達比從第2位起跑贏得分站冠軍。漢米爾頓在巴西因變速箱故障以退賽收場，年度積分榜名列第5。他在本站與馬薩達成和解，為雙方本季的戰火劃下句點。

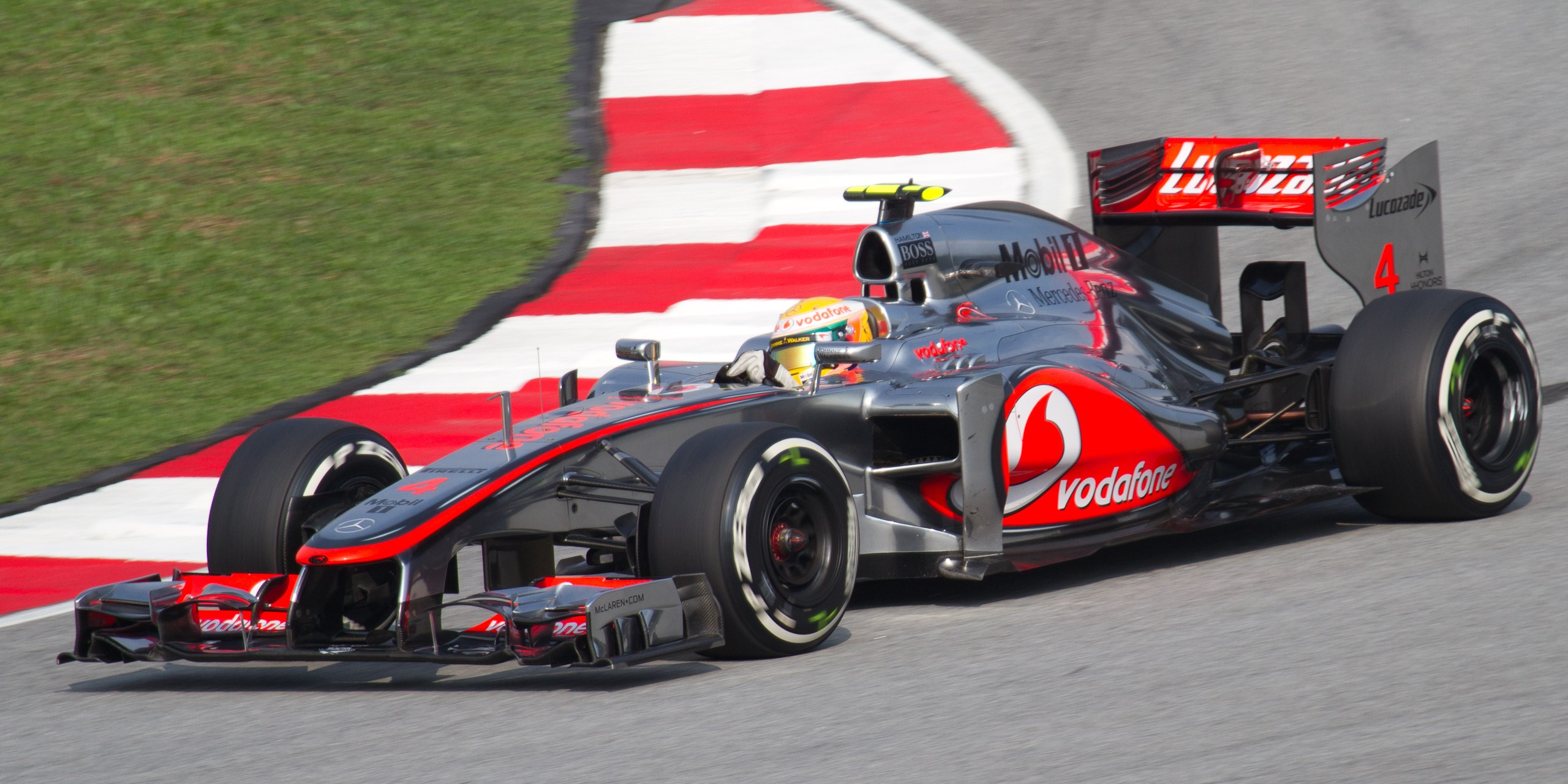
漢米爾頓在2012年马来西亚大奖赛取得桿位。

漢米爾頓與巴頓於2012年賽季繼續效力麥拉倫車隊。漢米爾頓在澳大利亞大獎賽排位賽中取得桿位，正賽起跑後被巴頓超車，之後於安全車期間進站被維泰爾超越，最終以第3名完賽。漢米爾頓於馬來西亞大獎賽再度取得桿位，但在比賽前期便遭到阿隆索與佩雷斯超越，以第3名收場。漢米爾頓在中國落後羅斯堡及巴頓，延續了他的第3名完賽。漢米爾頓在巴林以第2位發車，但比賽中一系列的進站差錯，致使他喪失競爭力僅以第8名完賽。漢米爾頓本站也捲入一起備受爭議的賽車事故，起因於羅斯堡嘗試超車的過程中，迫使漢米爾頓駛出賽道。漢米爾頓在西班牙大獎賽排位賽取得桿位後，因為需要保留足夠的燃料供賽後採樣，便將車輛停到了賽道邊上。賽會幹事認為漢米爾頓已經違反了在他於2010年加拿大大獎賽發生類似事件後，所頒布的排位賽規則，判定取消他的排位賽成績，同時將他移至最後一位發車；儘管如此，漢米爾頓仍以第8名完賽，領先從第10位發車的隊友巴頓。

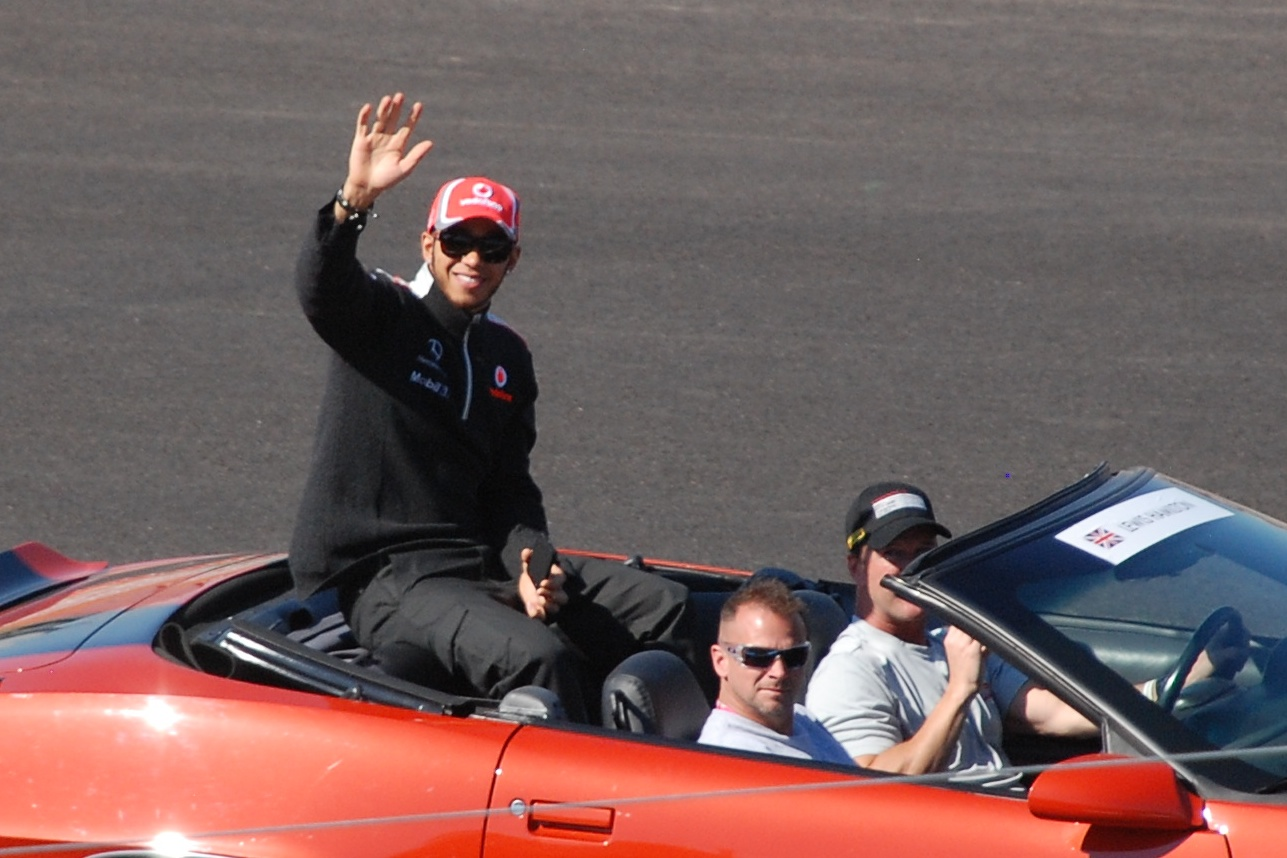
漢米爾頓出席2012年美国大奖赛的車手巡遊

漢米爾頓於2012年摩納哥大獎賽從第4位發車，最終以第5名完賽，積分排行從第3下滑至第4名。漢米爾頓在加拿大大獎賽後段超越阿隆索，獲得本季首場分站冠軍，同時也是他職業生涯在加拿大的第三勝。到了歐洲大獎賽，漢米爾頓從第2位起跑後保持在前段名次，直到比賽接近尾聲時後方的馬爾多納多追趕上來，幾度嘗試超越位居第3的漢米爾頓，最終，漢米爾頓被不安全重回賽道的馬爾多納多撞上牆，名次下滑至最後一位。漢米爾頓在家鄉英國從第8位發車後以第8名完賽。漢米爾頓在德國達成生涯第100場一級方程式賽車出賽，此次又再度取得第8名排位，不過，起跑不久後他的MP4-27就遭遇爆胎，名次一度跌落至最後一位，經過三次進站後選擇將車輛開回維修區，成為本站唯一的退賽車手。2012年7月29日，他在匈牙利大獎賽取得本季第二座分站冠軍。
比利時大獎賽起跑後便在1號彎發生一起連環撞車事故，受到牽連的漢米爾頓與積分領先者阿隆索相繼退賽，本場事故最主要的肇事人羅曼·格羅斯讓遭到禁賽一場。漢米爾頓於義大利大獎賽排位賽取得桿位，在大部分正賽中保持領先的情況下，贏得本季第3座分站冠軍，並大幅提升3位積分名次至第2名，以37分之差落後阿隆索。到了新加坡大獎賽，漢米爾頓再度從桿位起跑，卻在領跑至第23圈時面臨變速箱故障問題，車輛緩緩停在賽道邊上後以退賽收場。接下來的日本、韓國、印度分站，漢米爾頓皆無法站上頒獎台，分別取得第5、第10及第4名。他在阿布達比大獎賽重新取得桿位，然而，一路領跑到第20圈時，卻因為油壓故障退賽。到了奧斯丁，第2位起跑的漢米爾頓拿下美國大獎賽分站冠軍。漢米爾頓在巴西為本季再添一座桿位，但是，卻在領跑至比賽剩下17圈時遭到賀根堡追撞，提前結束他為麥拉倫出賽的最後一場賽事。當談到賀根堡引起的事故時，漢米爾頓表示「的確有一點不走運，這也正是你與缺乏經驗的人一同比賽所要面臨的狀況。」此外，他也對巴頓為車隊拿下本季最後一勝感到高興。

### 梅赛德斯时代

#### 2013賽季：在梅賽德斯首次獲勝
2012年9月28日，經過多次猜測，咸美頓將在2012-2013賽季後離開邁凱輪，加入梅賽德斯AMG馬石油車隊，與尼科·罗斯伯格搭檔，與車隊簽訂了為期三年的合同。
咸美頓在澳洲大獎賽排位賽獲得第三名，並以第五名的成績結束了比賽。咸美頓在馬來西亞獲得第三名，他第一次為梅賽德斯車隊站上頒獎台，儘管尼科·羅斯堡試圖超越他。在接下來的中國比賽中，咸美頓獲得了梅賽德斯的第一個杆位。
在摩納哥被隊友羅斯堡連續三場比賽擊敗後，咸美頓承認他正在努力控制賽車的制動系統。
匈牙利大獎賽是咸美頓作為梅賽德斯車手的第一場比賽勝利，這是自1955年英國大獎賽的斯特林·莫斯在銀石賽道上駕駛梅賽德斯贏得一級方程式賽車的第一位英國車手。咸美頓從一個意想不到的杆位到贏得了比賽，最終比第二名終結者基米·拉高倫快了11秒。在贏得匈牙利大獎賽之後，咸美頓繼續他的個人連勝，並在車手錦標賽中進入第四。在比利時大獎賽上，他獲得了本賽季的第五個也是最後一個杆位，並以第三名完賽。儘管他在本賽季餘下的比賽中沒有獲得任何領獎台，但一連串的積分讓他以第四名的成績結束了本賽季的比賽。
本来对梅赛德斯没报多大希望的咸美頓，反而被W04战车的速度震撼，2013賽季咸美頓夺得5次杆位，但梅赛德斯依旧无法完全解决轮胎过度损耗问题，导致咸美頓无法将杆位转化为分站冠军。

#### 2014賽季：第二個世界冠軍
2014賽季的新規則允許車手選擇獨特的車號用於他們的整個F1生涯。咸美頓選擇了44，是咸美頓在卡丁車時期使用的數字。
在赫雷斯進行季前測試後，梅賽德斯在2014年廣受青睞，因為他們似乎比其他車隊擁有相當大的速度優勢。這是在咸美頓獲得杆位的澳大利亞大獎賽上實現的。他引擎故障被迫退賽，但羅斯堡以超過20秒的優勢贏得澳大利亞。在馬來西亞大獎賽，咸美頓的潛力得以實現，當時他在梅賽德斯中連續獲得杆位，這是自1955年以來的第一次。在巴林，梅賽德斯不可阻擋，羅斯堡在梅賽德斯的中獲得杆位。雖然咸美頓有一個好開局，但仍然在比賽的早期階段與羅斯堡作戰。梅賽德斯為他們的車手選擇了拆分策略，咸美頓在更快的選擇輪胎上開闢了一個差距。但在Esteban Gutiérrez翻了車，安全車被召喚。咸美頓被迫與羅斯堡進行了一場緊張的比賽，以一場緊湊的輪對輪結束比賽。咸美頓最終贏得了自2010賽季以來首次2連勝，當時他在土耳其和加拿大連續獲勝。
梅賽德斯的統治地位在中國得到了進一步的證實，咸美頓拿下了杆位，然後領跑了每一圈，而他的隊友羅斯堡排名第二。這完成了咸美頓職業生涯第一次勝利帽子戲法。梅賽德斯繼續在西班牙佔據主導地位，咸美頓再次獲得杆位並繼續贏得比賽 - 他連續第四次獲勝，隊友羅斯堡再次取得第二名。在摩納哥，咸美頓排在羅斯堡之後。羅斯堡在米拉波進入逃生路被裁判調查。由此產生的黃色旗幟迫使咸美頓在比賽最後時刻回退，使咸美頓在杆位上錯失機會。羅斯堡在那次事件中被認為沒有任何不法行為。羅斯堡贏得了比賽，咸美頓獲得第二名。在獲得德國大獎賽資格賽期間，咸美頓因制動系統故障而從20名開始，但卻獲得了第三名。在匈牙利大獎賽資格賽中發動機起火意味著他將從維修區開始比賽，他再次成功攀升至羅斯堡之前的第三名，儘管他的賽車工程師命令他讓隊友過去。
在暑假結束後的第一場比賽，比利時大獎賽中，在開始時領先羅斯堡，但他們在第二圈發生碰撞，他的後胎被刺破，後來咸美頓退出比賽。然後，他從杆位贏得了意大利和新加坡大獎賽，在車手錦標賽中取得領先。 隨後在日本，俄羅斯和美國贏得了比賽，在他的職業生涯中首次取得五連勝。 他本賽季的第十場胜利也是他職業生涯的第32次勝利，也是所有英國車手的最大勝利，因為在贏得阿布扎比大獎賽后咸美頓成為世界冠軍，在羅斯堡的賽車在比賽中發生機械故障後，以67分優勢擊敗隊友羅斯堡。 咸美頓在講台上接受采訪時說：“這是我生命中最美好的一天”。在2014年底，咸美頓獲得了BBC體育年度人物獎。

#### 2015賽季：第三個世界冠軍
由於新款W06混合動力車在季前測試中比任何競爭對手的賽車完成了更多的圈數，咸美頓和梅賽德斯在2015賽季的統治地位，並且只使用了一個引擎。在澳大利亞的首場比賽中，咸美頓獲得杆位，比隊友羅斯堡快0.594秒，菲利佩·马萨以1.391秒排名第三。然後咸美頓奪冠，領先第二名羅斯堡，第三名施巴斯坦·維度爾，34秒。在摩納哥，由於他的车隊犯了一個進站錯誤，最終獲得第三名，他在領先65圈的比賽中輸給了他的隊友羅斯堡。
在摩納哥大獎賽之前，梅賽德斯宣布他們已經與咸美頓續約了三年，讓他在2018賽季結束前一直保持領先。在此之前，司機選擇代表自己進行談判，並與團隊進行了數月廣泛宣傳的合同談判。據報導，這筆交易在整整三年裡價值超過1億英鎊，使咸美頓成為一級方程式中薪酬最高的車手之一。據報導，延期合同授予咸美頓維持自己形象權的權利，這在這項運動中被認為是不尋常的，並且保留了他的冠軍車以及他收集的獎杯。
漢堡連續第二次贏得英國大獎賽后獲得第三名，也超過了積奇·史釗活連續十八場大獎賽帶領的45歲圈數。 他在一場多姿多彩的匈牙利大獎賽中獲得第六名，結束了他連續16次登上領獎台的成績，這是F1歷史上第二長的成績。咸美頓在比利時大獎賽和意大利大獎賽贏得了接下來的兩場比賽，在新加坡大獎賽上，咸美頓在僅排位賽獲得了第五名，並且在因為動力裝置問題被迫退赛之前已經在比賽中上升到第4名。因為引擎故障而被迫在後一場比賽中退出比賽的羅斯堡，以53分的擴大了他的冠軍頭銜優勢。通過贏得美國大獎賽，咸美頓獲得了他的第三個車手世界冠軍，當時賽季剩下三場比賽。

#### 2016賽季：屈居尼科·罗斯伯格之後
在賽季開幕的澳大利亞大獎賽上，汉密尔顿獲得了杆位。然而，在梅賽德斯隊的隊友罗斯伯格身後獲得了第二名。在本賽季的第二場比賽中，巴林大獎賽汉密尔顿再次獲得杆位。然而在第一圈，他和博塔斯之間發生了碰撞，博塔斯因此受到了罰时。汉密尔顿以第三名的成績完成了羅斯堡和拉高倫的比賽。在下一場比賽中，中國大獎賽汉密尔顿沒有在排位賽中佔據一席之地，而是在賽道後面開始，他排名第七。在本賽季的第四場比賽中，俄羅斯大獎賽，汉密尔顿沒有在排位賽的第三部分設定時間，這意味著他從排位賽的第十位開始。儘管在過去的16圈中沒有水壓，他在羅斯堡之後排名第二。
在西班牙的下一場比賽中，汉密尔顿在罗斯伯格之前獲得杆位。兩位車手都取得了良好的開局，但是罗斯伯格在第一回合的外圍繞過汉密尔顿。在接下來的幾個彎道中，罗斯伯格的賽車由於在編隊圈上犯了一個錯誤而進入了錯誤的發動機模式。這意味著他比汉密尔顿在第3彎時出弯要慢，而汉密尔顿則以超車為首。罗斯伯格關上了門，強迫汉密尔顿走到他失去控制權的草地上，最終旋轉進入罗斯伯格並讓兩名車手退出比賽。這被车队经理認為是一場賽車事件，並認為汉密尔顿在他的嘗試中是合理的，因為他比第3回合的罗斯伯格快17公里/小時（11英里/小時）。
汉密尔顿，現在落後罗斯伯格43分，開始縮小差距，分別在丹尼爾里卡多和塞巴斯蒂安維度爾之前贏得摩納哥和加拿大，不過在巴庫的下一場比賽中排位賽的失誤和發動機模式設置問題意味著他只是能夠獲得第5名。汉密尔顿繼續贏得奧地利大獎賽，儘管最後一圈與罗斯伯格發生了碰撞。一周之後，汉密尔顿在英國大獎賽上完成了主場胜利的帽子戲法，將梅賽德斯隊友的积分优势降到了一定程度。他在匈牙利接下來的比賽中率先獲得冠軍，並在德國站獲勝後將差距擴大到19分，罗斯伯格獲得第四名。
然而，在暑假結束後，由於梅賽德斯選擇採取一系列罰款來建立一個組件庫存，汉密尔顿被迫在比利時從第21位開始。他利用維度爾，拉高倫和韋特本之間的第一圈接觸，在一場涉及凱文·麥紐臣在Eau Rouge遭遇紅旗的重大事故之前完成了整個賽段。當比賽重新開始時，罗斯伯格領先比賽直到方格旗，而汉密尔顿最終在無法抓住丹尼爾里卡多後獲得第三名。罗斯伯格在意大利的下一輪比賽中將汉密尔顿的總冠軍領先優勢縮小到兩分，利用汉密尔顿從杆位的緩慢開始，建立了一場在比賽中沒有受到挑戰的早期領先優勢。汉密尔顿在開始時跌至第五位，在首圈中恢復到第四位，並利用策略領先於維度爾和拉高倫的法拉利。

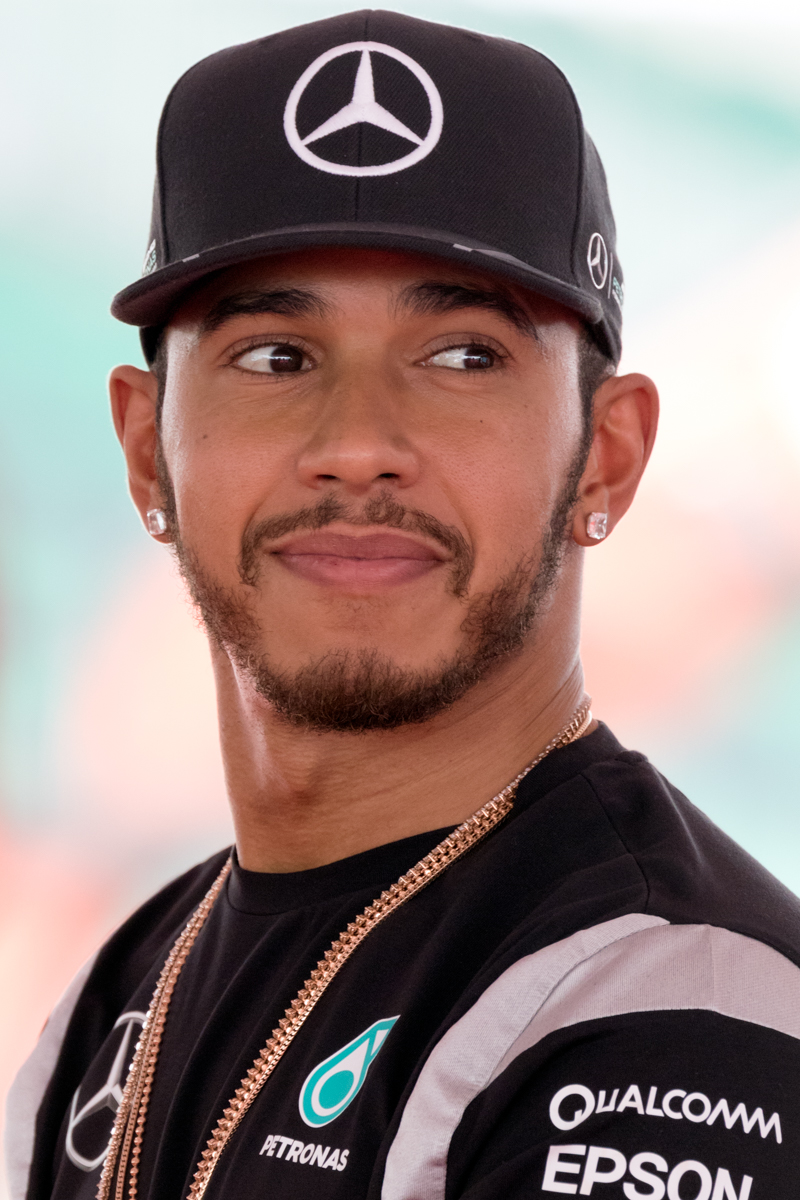
漢米爾頓於2016年馬來西亞大獎賽

罗斯伯格奪回了新加坡的冠軍頭銜，在排位赛上获得了杆位，而汉密尔顿在因機械問題和駕駛失誤而陷入困境後被迫獲得第三名。在馬來西亞大獎賽之後，汉密尔顿看起來重新獲得了領先優勢，但是他在比賽結束時因發動機故障退出比賽，讓丹尼爾里卡多控制了比賽，而罗斯伯格則獲得了第三名，擴大了他的冠軍頭銜優勢至23分。
罗斯伯格進一步將他的冠軍頭銜擴大到日本的33分，從杆位開始比賽並首先完成比賽。與此同時，汉密尔顿又開了一個糟糕的開局，在第一圈結束時從第二位上滑到第八位。比賽最後獲得第三名，但未能超過馬克斯·維斯塔潘，這意味著他的冠軍希望渺茫。結果確保了梅賽德斯連續第三次獲得世界車隊冠軍頭銜。汉密尔顿開始減少罗斯伯格的領先優勢，贏得美國，墨西哥和巴西大獎賽，巴西大獎賽也完成另一場胜利的帽子戲法。然而，隨著罗斯伯格再次獲得第二名，這意味著要贏得冠軍，他必須贏得阿布扎比大獎賽，罗斯伯格將獲得第四名或更低分。
在阿布扎比，汉密尔顿在之前獲得杆位，並在比賽的大部分時間裡領先。在比賽的最後幾圈，汉密尔顿首先從他的賽車工程師和球隊的技術總監那裡藐視车隊命令，並且在比賽結束時故意放慢將罗斯伯格帶回追逐包的目的，以鼓勵競爭對手維度爾和韋特本超越他的隊友，這將使他贏得世界冠軍。然而，罗斯伯格能夠保住自己的位置獲得第二名，足以贏得汉密尔顿的380分。按照汉密尔顿是否會面臨制裁甚至停賽，托托沃爾夫回答：“一切皆有可能”，儘管沒有公開宣布懲罰。其他人支持他，原則是“车手可以自由競争”。比賽結束後，汉密尔顿否認他犯了任何不法行為，說“我認為我沒有做任何危險”，“我處於領先地位，所以我控制了步伐。這些都是規則。”

#### 2017賽季：第四個世界冠軍
2016年12月，在贏得一級方程式賽車世界冠軍的五天后，尼科·罗斯伯格宣布退役。 威廉斯車隊車手維爾特利·保達斯於1月宣布成為梅賽德斯的新車手。在的賽季揭幕戰中，汉密尔顿領先施巴斯坦·維度爾和他的新隊友博塔斯。 在比賽期間，他进站后在馬克斯·韋特本的紅牛後面出現。 雖然他非常接近紅牛，但他未能超過他，最終導致維度爾取得勝利，而汉密尔顿只能獲得第二名。 這場比賽標誌著梅賽德斯過去三個賽季的統治地位已經結束。第五次英國大獎賽勝利，他追平阿兰·普罗斯特和吉姆·克拉克的紀錄，他們也分別贏得了五次比賽。相比之下，他的冠軍對手施巴斯坦·維度爾在輪胎的情況下經歷了兩圈，隨後獲得了第七名。結果，他在車手積分榜上領先汉密尔顿一分。
下週，汉密尔顿在匈牙利排名第四，落後於博塔斯。這引起了一些爭議，因為博塔斯最初領先於汉密尔顿，但由於維度爾首先引起了轉向不足，加上拉高倫無法通過他的隊友，法拉利車隊後面正在形成一系列挑战。由於博塔斯無法超越拉高倫，汉密尔顿要求他與博塔斯交換位置以試圖超越法拉利。由於無法做到這一點，汉密尔顿在最後一圈的最後一個角落將位置重新放回了博塔斯。維度爾繼續贏得比賽，因此維度爾在車手錦標賽領先汉密尔顿14分中，而梅賽德斯在車隊錦標賽中的領先優勢比法拉利縮少至39分。汉密尔顿奪回冠軍的領先優勢是在暑假結束後獲得勝利的帽子戲法之後。在比利時大獎賽的排位賽中，汉密尔顿獲得了他職業生涯第68個杆位，創下了賽道上最快圈速（1：42.553），而领先冠軍對手維度爾獲得第二。
在他的第200場一級方程式比賽中，汉密尔顿在與維度爾的一場激戰中贏得了本賽季的第五場胜利，維度爾在整個比賽中都設法超过汉密尔顿，但未能成功。一周後，在意大利大獎賽，汉密尔顿獲得了他的第69個杆位，超過了米高·舒麥加的歷史最高杆位。在濕排位賽期間，汉密尔顿在第三节以超過韋特本的1.148秒獲得杆位，使其成為本賽季最大的差距。汉密尔顿將他的杆位變成了本賽季的第六場胜利，這也意味著他在維度爾的車手錦標賽中領先了3分。博塔斯以第二名完賽，梅賽德斯慶祝了他們最具統治力的比賽，因為他們在本賽季的第十三場比賽中取得了第1-2名。隨著本賽季歐洲賽季的完成以及剩餘的7輪比賽，梅賽德斯在法拉利的車隊錦標賽中也取得了62分的領先優勢。梅賽德斯在新加坡大獎賽的排位賽中掙扎。維度爾獲得杆位，而汉密尔顿僅排在第五位，落後於紅牛隊和拉高倫的第二輛法拉利。在第一場受雨影響的夜晚大獎賽期間，汉密尔顿在第一圈發揮了領先優勢，其中一次涉及拉高倫，韋特本和維度爾的撞車事故迫使他們三人退役。他繼續確保看起來不太可能的勝利，在比賽的後半段三次安全車重啟期間與作戰。
馬來西亞大獎賽上馬克斯· 韋特本超越汉密尔顿，因發動機問題而掙扎，率領2017年馬來西亞大獎賽。在獲得第四名的維度爾恢復之前，他獲得了第二名，並在車手錦標賽中領先。在馬來西亞大獎賽上推出新的升級套件後，梅賽德斯發現主要設置困難。梅賽德斯老闆托托·沃爾夫說，這輛車有一個他們沒有發現的根本問題。星期六，團隊決定開展拆分計劃，保達斯運行新的空氣動力學包，汉密尔顿恢復舊計劃。維度爾在他的動力裝置上遇到了問題，因此汉密尔顿繼續保持他的第70個職業杆位，並在此過程中創造了新的賽道單圈紀錄。雖然在排位賽中有一輛快速賽車，但梅賽德斯的比賽節奏比紅牛隊慢，所以在開始時保持領先，汉密尔顿承認自己領先韋特本，同時解決了他的賽車MGU-K的問題。
在冠軍對手維度爾退賽之後，汉密尔顿在整場比賽中擊敗韋特本，儘管在最後幾圈出現了發動機的問題，他本賽季取得了他的第八場胜利，並將他的總冠軍領先優勢擴大到59分。汉密尔顿在美國大獎賽的排位賽中打破了另一項紀錄。在大風的情況下，他獲得第72個杆位和他的第117個前排起步，創造了有史以來前排起步的新紀錄，超過米高舒麥加以前的116個紀錄。汉密尔顿最初在開始時失去了領先維度爾的能力，但緊隨其後，最終在第6圈超越維度爾取得領先，然後繼續獲勝，幫助梅賽德斯臨時連續第四次獲得世界車隊錦標賽冠軍。
這場胜利將汉密尔顿在車手錦標賽中的領先優勢擴大到66分，這意味著在墨西哥的下一場比賽中獲得第五名的成績將足以在剩下的兩場比賽中獲得冠軍。在墨西哥，排位賽第三名後，汉密尔顿維度爾和韋特本通過前幾個角落爭奪位置，直到維度爾和汉密尔顿之間的接觸損壞了前者的前翼並导致汉密尔顿爆胎。這迫使兩名車手在第一圈結束時進站，之後他們重新回到場地後方。維度爾在賽場上取得了第四名的成績，而汉密尔顿在第一圈碰撞中受到的擴散器和底板的損壞只能達到第九名。儘管如此，汉密尔顿獲得了車手冠军的稱號。
在巴西大獎賽的排位賽中，汉密尔顿在第一次飛行圈中犯了一個罕見的錯誤，在失去控制他的賽車後擊中了障礙，所以從維修區開始比賽，而博塔斯拿到了杆位。汉密尔顿獲得了第四名，不到一秒落後排名第三的拉高倫，而維度爾贏得了比賽。梅賽德斯主導了阿布扎比大獎賽的排位賽，連續第二場比賽汉密尔顿排在博塔斯之後，這是自阿塞拜疆大獎賽以來該隊首次鎖定前排。儘管多次嘗試汉密尔顿無法超越，以第二名的成績結束了本賽季的比賽。

#### 2018賽季：第五個世界冠軍
2018年賽季，聚焦在兩位四屆世界冠軍—漢米爾頓及維特爾的競爭上。漢米爾頓在墨爾本的開幕戰取得創賽道紀錄的第七個桿位，不過維特爾為開幕戰的分站冠軍。在德國大獎賽前一周，咸美頓與梅賽德斯簽訂了一份為期2年的合同，據報導價值高達4,000萬英鎊，使咸美頓成為歷史上收入最高的F1車手。根據《福布斯》公佈的2019年全球運動員收入排行榜，咸美頓以年收入5500萬美元，排名第13名。
由於競爭對手維度爾相繼犯錯:在德國站意外衝出跑道撞車退賽，意大利首圈打滑失误，日本發生與維特本碰撞導致打滑導致失分之下如果漢米爾頓可以在美國站得到8分分差即能够提前封王。
美國站，維度爾生與里卡多碰撞導致打滑滑落到第14名，第12圈進站換上軟胎試圖撐完剩餘的44圈賽程的戰造成術咸美頓的賽車後輪脫膠，第37圈輪胎終於撐不住被迫進站，第54圈，維特本遭受到咸美頓的進攻，不過最後還是守了下來，同時輪胎終於撐不住的博塔斯因此被維度爾超車並壓過場邊的碎片，這意味著咸美頓不能提前封王，最終拉高倫拿下了比賽的勝利，是拉高倫自2013年澳洲大獎賽的首場勝利。咸美頓在美國站之後在車手世界冠軍錦標上領先第二位的維度爾70分。墨西哥站，漢米爾頓以第四名完賽，連續兩年在墨西哥提前封王，獲得生涯第五座世界冠軍，是繼胡安·曼努埃尔·范吉奥（5个）和麥可·舒馬克（7个）之後，第三位獲得5個世界冠軍的一級方程式車手。

#### 2019賽季：第六個世界冠軍
劉易斯與梅賽德斯簽訂了一項續約至2020年的合同，已確認漢米爾頓將在2019年捍衛自己的頭銜。
美國大獎賽，漢米爾頓拿下分站第二名，成功提前封王，連續三年拿下世界冠軍，也是個人生涯的第六座，單獨成為一級方程式歷史上第二多世界冠軍的車手。

#### 2020賽季：第七個世界冠軍
2020年9月，汉密尔顿宣布成立赛车队X44，它将参加2021年举行的Extreme E全电动越野系列赛。汉密尔顿擔任车队的投资人和顾问。
2020年11月15日，土耳其大獎賽，漢米爾頓拿下分站第一名，成功提前封王，是個人生涯的第七座世界冠軍。
2020年12月1日，汉密尔顿COVID-19病毒检测结果呈阳性，他将错过12月初舉辦的萨基尔大奖赛。由於漢米爾頓的COVID-19病毒檢測結果呈陽性，2020年薩基爾大獎賽的席位由喬治·羅素替補出場。而羅素的威廉姆斯车队席位由韩世龙代理。
2020年12月31日，伊莉莎白二世女王2021年新年荣誉名单公布，漢米爾頓將被赐予爵士（Sir）头衔，是繼傑奇·史都華爵士、史特靈·莫斯爵士後第三位被封爵的英国F1车手，在此之前，漢米爾頓於土耳其第七次锁定世界冠军头衔后，英国首相鮑里斯·強森公开表示，他会确保这位多次在世界舞台帮助“联合杰克”旗飘扬的车手受封爵士。

#### 2021賽季：與馬克斯·維斯塔潘競逐世界冠軍

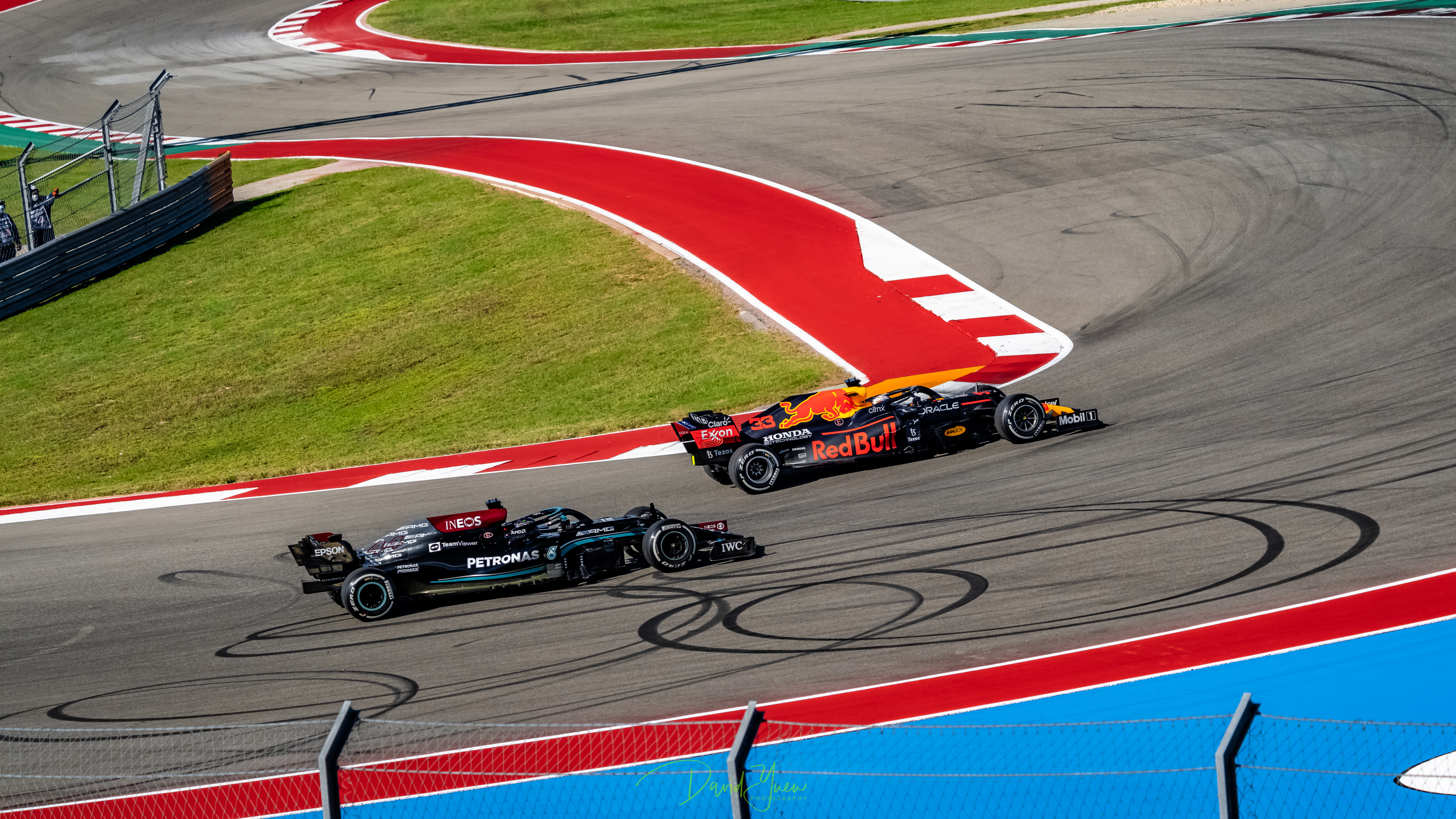
咸美頓與紅牛車隊車手馬克斯·維斯塔潘在2021年美國大獎賽有幾次爭鬥。

經過幾個大獎賽之後，咸美頓與馬克斯·維斯塔潘被視為爭奪2021年賽季世界冠軍的熱門人選。而咸美頓劍指第八個車手世界冠軍，希望超越自己和米高·舒麥加奪得七次世界冠軍的紀錄。
2021年7月，咸美頓與梅赛德斯車隊續約至2023年。
漢米爾頓在本賽季勝出8場大獎賽，當中2021年俄羅斯大獎賽是他的第100場勝利，另外他奪得5次桿位起步及6次最快圈速。
2021年阿布扎比大獎賽第53圈，威廉姆斯车队車手尼古拉斯·拉提菲在14號彎失控撞牆，需要安全車出動。國際汽車聯盟賽事總監米高·馬士在比賽倒數第二圈時決定讓漢米爾頓與韋斯塔本之間落後一圈的蘭多·諾里斯、費爾南多·阿隆索、埃斯特班·奧康、夏尔·勒克莱尔和超過安全車。代表第二名的韋斯塔本可以直接在第一名的漢米爾頓後面，而安全車在第57圈結束時進站，讓這場世界冠軍爭奪戰變成一圈定勝負，韋斯塔本在5號彎藉由較新的輪胎超過漢米爾頓，並成功奪得首個世界冠軍，而梅赛德斯奪得第八個車隊冠軍。比賽結束後，漢米爾頓祝賀韋斯塔本奪冠。
梅赛德斯車隊在2021年阿布扎比大獎賽之後引用賽事規則48.12以及指控韋斯塔本在安全車期間超車，向國際汽車聯盟上訴抗議比賽結果，但之後被賽會拒絕上訴，車隊即時提出上訴，但最後決定不會上訴。
2021年12月15日，咸美頓被冊封為下級勳位爵士。

#### 2022賽季：技術新規，掙扎的一年
咸美頓在2022年賽季和新队友佐治·羅素搭檔出賽。在技術新規例的情況下，本年度的W13賽車於賽場上的表現掙扎，再加上頻密的海豚跳問題。導致賽季表現大幅下滑，而且在部份賽事的成績更是落後於隊友佐治·羅素。在加拿大大獎賽至匈牙利大獎賽，咸美頓連續登上頒獎台。在英國大獎賽，咸美頓在45圈同時超過勒克萊尔和培瑞茲被認為是本季最佳超車。在巴西大獎賽，咸美頓和羅素為平治拿下第一名和第二名。在2022年，咸美頓沒有獲得任何一場勝利和杆位。車手榜獲得第六名。

#### 2023賽季：繼續掙扎
咸美頓在2023年賽季繼續喬治·羅素搭檔出賽，但延续了“零侧箱”设计的W14車輛表現未如理想。伴随着梅奔在摩纳哥大奖赛上推出了恢复侧箱设计的B版W14，汉密尔顿逐渐恢复了一定竞争力。在接下来的西班牙大奖赛和加拿大大奖赛接连登上领奖台。赛车单圈速度依旧缺乏竞争力，使得咸美頓只有在匈牙利站大獎賽取得一次杆位起步。在本個賽季登上頒獎台5次，最佳名次為第二名，年度車手榜以234个积分排行第三。

#### 2024赛季
本赛季汉密尔顿继续与乔治·拉塞尔搭档。2024年2月1日，梅赛德斯宣布汉密尔顿赛季结束后将离开梅赛德斯车队，稍后法拉利宣布汉密尔顿将在2025年起加入法拉利车队。
新赛季W15的竞争力匮乏，汉密尔顿仅在中国大奖赛的冲刺赛上获得亚军。在摩納哥大獎賽升級了前翼之後，平冶在之後的加拿大大獎賽獲得了杆位起步。在新升級的加持下，咸美頓亦在西班牙大獎賽獲得本季第一次頒獎台。
在2024年7月7日，在英國大獎賽上，汉密尔顿在阵雨环境下，从第二名起步并最终獲得分站冠军，是他自2021年沙烏地阿拉伯大獎賽以來再次赢得分站冠軍；同时以在英国大奖赛取得9次胜利，成为一级方程式历史上单一分站获胜次数最多的车手，以及史上首位在第300場以上F1比賽獲得分站冠军的车手。最後的匈牙利大獎賽也登上頒獎台，同時也達成了200次頒獎台紀錄。

### 法拉利时代

#### 2025赛季
2025年赛季，汉密尔顿转投法拉利车队，接替离队的小卡洛斯·塞恩斯，年薪高达4000万英镑。
在2025年中国大奖赛中，汉密尔顿拿下首个冲刺排位赛冠军，但正赛阶段因赛车防滑板磨损导致厚度低于最低限度而被取消成绩。

## 公眾形象和影響力

#### 種族多樣性和反種族主義
漢米爾頓一直是反對種族主義和增加賽車運動多樣性的傑出倡導者。他曾多次質疑一級方程式賽車的種族政治。 2011年，在本賽季前六場比賽中的五場比賽中，漢米爾頓被召集到管事那裡，他打趣道：「也許是因為我是黑人，所以Ali G這麼說的。」2018年，漢米爾頓批評一級方程式賽車缺乏種族多樣性，描述了他在這項運動中的11年沒有任何改變，然後說：「孩子們，人們，這項運動有很多工作，任何人，無論你的種族或背景，你也能做到、融入。」
在漢米爾頓發表評論後，幾位車手發表了關於弗洛伊德被謀殺的聲明，並表達了他們對Black Lives Matter運動的支持，而一級方程式賽車其他人物也表達了支持，例如梅賽德斯車隊老闆托托·沃爾夫。一級方程式常務董事羅斯·布朗表示，一級方程式完全支持漢米爾頓，將漢米爾頓描述為「這項運動的偉大大使」。 他承認漢米爾頓的評論非常有效，這項運動可以為少數族裔群體提供更多參與賽車運動的機會。 布朗表示，一級方程式正在努力增加這項運動的多樣性，旨在增加基層以及一級方程式所有角色的駕駛機會。

## 個人生活
2017年，漢米爾頓告訴BBC，他已經成為素食主義者，因為「作為人類，我們正在對世界污染，就來自正在生產的養牛過程中的全球變暖氣體的排放而言，這是令人難以置信的。殘酷是可怕的，我不一定要支持這一點，我希望過上更健康的生活。」2018年，他因其素食主義活動而被評為 PETA 年度人物。 2018年，漢米爾頓在接受采訪時表示，他不久前戒了酒。
自2014年起，他的賽車號碼一直是44，雖然漢米爾頓曾7次奪冠，有資格使用1號。因為當他8歲開始比賽時，他父親的車牌號是“F44”，而使用它是他父親的主意。
漢米爾頓是藝術迷，他說他最喜歡的藝術家之一是安迪·沃荷。
2023年，咸美頓成為NFL球隊丹佛野馬的其中一位班主。

### 宗教
漢米爾頓是天主教徒，他說他經常祈禱，並以他的信仰為指導。

### 居住地
漢米爾頓於2007年搬到瑞士沃州的Luins，隱私是他離開英國的主要原因。他後來在電視節目中表示，稅收也是他做出決定的一個因素。
2010年，漢米爾頓和許多其他一級方程式賽車手一樣，搬到了摩納哥，購買了據報導價值1000萬英鎊的房子。
漢米爾頓還在紐約曼哈頓擁有一套公寓，他於2017年以4000萬美元購買了該公寓，並在科羅拉多州擁有一處房產，他曾表示他將在退休後居住在那裡。

### 財富和收入
2015年，漢米爾頓被評為英國最富有的運動員，估計個人財富為8800萬英鎊。據報導，2018年漢米爾頓的淨資產為1.59億英鎊。2020年，漢米爾頓的財富估計為2.24億英鎊，使他成為《星期日泰晤士報》富豪榜歷史上最富有的英國體育明星。
在2015年摩納哥大獎賽週末之前，漢米爾頓與梅賽德斯簽訂了一份合同，直至2018賽季結束，據報導，這筆交易在三年內價值超過1億英鎊，使他成為一級方程式中收入最高的車手之一 ；在2018年德國大獎賽前一周，漢米爾頓與梅賽德斯簽訂了一份為期兩年的合同，據報導每年價值高達4000萬英鎊，使他成為一級方程式歷史上收入最高的車手。

## 賽車生涯成績
參見：路易斯·漢米爾頓賽車生涯成績

## 榮譽與成就
參見：劉易斯·漢密爾頓的職業生涯成就列表

#### 勳章
- 大英帝國員佐勳章[244]
- 下級勳位爵士[245]

#### 其他
- 英国银石赛道将其赛道上的主发车区直道命名为“汉密尔顿直道”（Hamilton Straight），以嘉奖其获得七届世界车手冠军的成就。[246]

## 外部連結
- 官方网站
- 路易斯·咸美頓的Facebook專頁
- 路易斯·咸美頓的Instagram帳戶
- 路易斯·咸美頓 在DriverDB.com上的职业生涯数据（英文）
- 路易斯·漢米爾頓傳記 – McLaren.com
- 路易斯·咸美頓在互联网电影资料库（IMDb）上的資料（英文）